# Liste der Biografien/Kai
Liste der Biografien |
Portal Biografien |
Personensuche
# |
A |
B |
C |
D |
E |
F |
G |
H |
I |
J |
K |
L |
M |
N |
O |
P |
Q |
R |
S |
T |
U |
V |
W |
X |
Y |
Z |
?
 
Ka |
Kb |
Kc |
Kd |
Ke |
Kf |
Kg |
Kh |
Ki |
Kj |
Kl |
Km |
Kn |
Ko |
Kp |
Kr |
Ks |
Kt |
Ku |
Kv |
Kw |
Ky |
Kx |
Kz
 
Kaa–Kag |
Kah |
Kai |
Kaj |
Kak |
Kal |
Kam |
Kan |
Kao |
Kap |
Kar |
Kas |
Kat |
Kau |
Kav |
Kaw |
Kay |
Kaz
Die Liste der Biografien führt alle Personen auf, die in der deutschsprachigen Wikipedia einen Artikel haben. Dieses ist eine Teilliste mit 624 Einträgen von Personen, deren Namen mit den Buchstaben „Kai“ beginnt.

## Kai
- Kai, Beamter der altägyptischen 5. Dynastie
- Kai Chosrau I. († 1211), Sultan von Rum
- Kai Chosrau II. († 1246), Sultan von Rum
- Kai Chosrau III. († 1282), Sultan von Rum
- Kai Kaus I. († 1220), Sultan von Rum
- Kai Kaus II., Sultan von Ikonion
- Kai Kobad I. († 1237), Sultan der Rum-Seldschuken
- Kai Kobad II. († 1257), Sultan von Ikonion
- Kai Kobad III. († 1303), Sultan von Rum
- Kaï, Bertrand (* 1983), neukaledonischer Fußballspieler
- Kai, Dakota (* 1988), neuseeländische WrestlerinDakota Kai (* 1988)

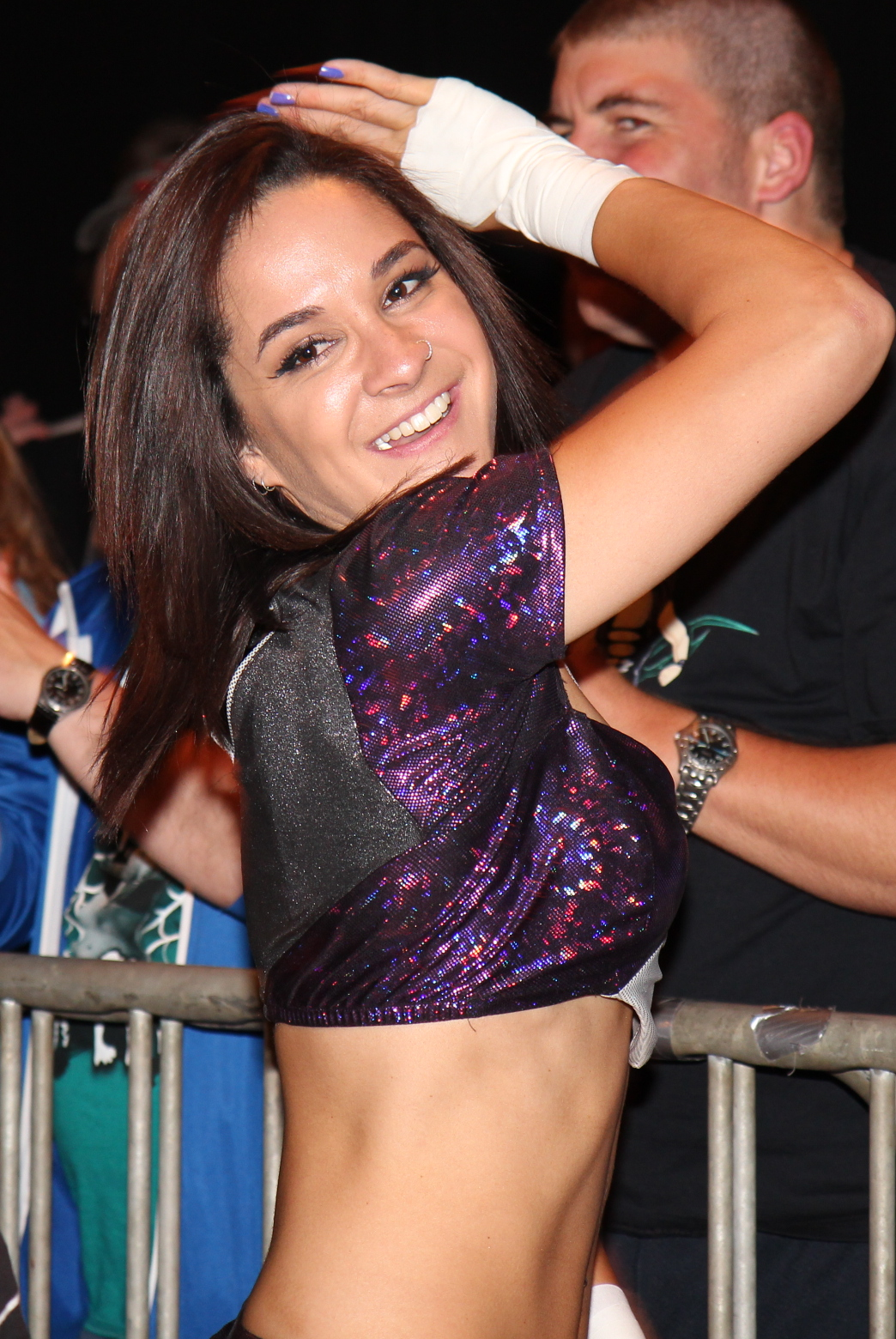
Dakota Kai (* 1988)

- Kai, Johannes (1912–1999), deutscher Schriftsteller, Drehbuchautor und Filmregisseur
- Kai, Kentarō (* 1994), japanischer Fußballspieler
- Kai, Konomi (* 1993), japanische Weitspringerin
- Kai, Miwa, japanische Badmintonspielerin
- Kai, Natasha (* 1983), US-amerikanische Fußballspielerin
- Kai, Teanna, US-amerikanische Pornodarstellerin asiatischer AbstammungTeanna Kai

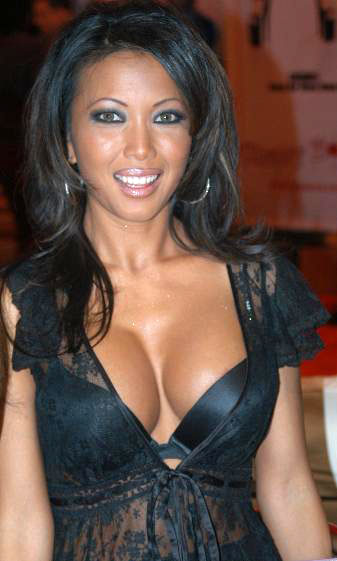
Teanna Kai

### Kaia
- Kaiafas, Sotiris (* 1949), zyprischer Fußballspieler

### Kaib
- Kaiba, Djawal (* 2003), kamerunischer Fußballspieler
- Kaiba, Muftah Muhammad, libyscher Politiker
- Kaibara, Ekiken (1630–1714), japanischer Neo-Konfuzianer und Botaniker
- Kaibel, Emil (1811–1863), Theaterschauspieler
- Kaibel, Friedrich Wilhelm (1810–1885), deutscher Kunst- und Musikalienhändler und Verleger
- Kaibel, Georg (1849–1901), deutscher klassischer Philologe
- Kaibel, Karl Friedrich (1819–1873), Landtagsabgeordneter Großherzogtum Hessen
- Kaiblinger, Andreas (* 1969), österreichischer Koch
- Kaiblinger, Sonja (* 1985), österreichische Kinder- und Jugendbuchautorin

### Kaid
- Kaida, Franz (* 1942), österreichischer Sprecher, Tonbandstimme der Wiener Linien
- Kaidanov, Gregory (* 1959), US-amerikanischer Schachgroßmeister
- Kaidanowski, Alexander Leonidowitsch (1946–1995), sowjetischer bzw. russischer Schauspieler
- Kaidas, Jens (* 1949), deutscher Politiker (CDU), MdL
- Kaidel, Siegfried (* 1951), deutscher Ruderfunktionär
- Kaidel, Willi (1912–1978), deutscher Ruderer
- Kaider, Philipp (* 1985), österreichischer Extremsportler
- Kaido, Hajime, japanischer Badmintonspieler
- Kaidō, Yasuhiro (* 1975), japanischer Sumōringer

### Kaie
- Kaieda, Banri (* 1949), japanischer Politiker
- Kaiemheset, altägyptischer Bauleiter
- Kaiemnefret, altägyptischer Beamter der 6. Dynastie
- Kaiemqed, Schatzhausvorsteher
- Kaienburg, Hermann (* 1950), deutscher Historiker
- Kaier, Charles D. (1837–1899), Brauer und Spirituosenfabrikant

### Kaif
- Kaif, Katrina (* 1983), indische SchauspielerinKatrina Kaif (* 1983)

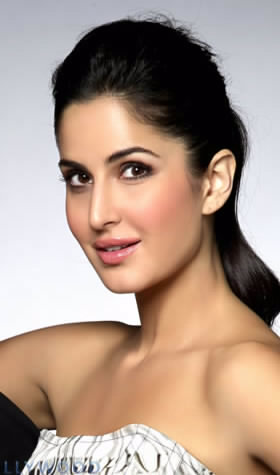
Katrina Kaif (* 1983)

- Kaifer, Albert (1893–1962), deutscher Politiker (CSU), MdL
- Kaifer, Viktor (1831–1913), deutscher Beamter, Oberbürgermeister von Mülheim am Rhein und Mönchengladbach
- Kaifie-Pechmann, Andrea, deutsche Ärztin und Hochschulprofessorin auf dem Gebiet der Arbeitsmedizinerin
- Kaifu, Toshiki (1931–2022), japanischer Politiker und 48. Premierminister Japans

### Kaig
- Kaigama, Ignatius Ayau (* 1958), nigerianischer römisch-katholischer Geistlicher und Erzbischof von Abuja
- Kaigetsudō, Ando, japanischer Maler
- Kaigo, Tokiomi (1901–1987), japanischer Erziehungswissenschaftler
- Kaigorodow, Alexei Pawlowitsch (* 1983), russischer Eishockeyspieler
- Kaigorodow, Anatoli Dmitrijewitsch (1878–1945), russisch-estnischer Landschaftsmaler
- Kaigorodow, Dmitri Nikiforowitsch (1846–1924), russischer Forstwissenschaftler

### Kaih
- Kaihatsu, Yoshiaki (* 1966), japanischer Künstler
- Kaihatu, Victor (1939–2014), niederländischer Jazzmusiker (Bass)
- Kaihep, altägyptischer Beamter der 6. Dynastie
- Kaihilahti, Jukka-Pekka, finnischer Diplomat
- Kaihō Yūshō (1533–1615), japanischer Maler
- Kaiho, Seiryō (1755–1817), japanischer
- Kaihori, Ayumi (* 1986), japanische Fußballspielerin

### Kaij
- Kaija (* 1962), finnische Sängerin
- Kaijaks, Vladimirs (1930–2013), lettischer Schriftsteller
- Kaijima, Momoyo (* 1969), japanische Architektin

### Kaik
- Kaika (208 v. Chr.–98 v. Chr.), 9. Tennō von Japan (158 v. Chr.–98 v. Chr.)
- Kaikan, Swetlana Michailowna (* 1978), russische Eisschnellläuferin
- Kaikei, japanischer Bildhauer
- Kaikilios, griechischer Redner
- Kaikkonen, Antti (* 1974), finnischer Politiker
- Kaikō, Takeshi (1930–1989), japanischer Schriftsteller
- Kaikow, Waleri Olegowitsch (* 1988), russischer Bahn- und Straßenradrennfahrer

### Kail
- Kail, Christoph (* 1967), österreichischer Schauspieler
- Kail, Eva, Stadtplanerin, die das Gender-Mainstreaming in den Städtebau Wien implementiert hat
- Kail, Hans, österreichischer Eishockeytorwart
- Kail, Khalid (* 1996), pakistanischer Cricketspieler
- Kail, Rita (* 1954), luxemburgische Schauspielerin
- Kaila, Eino (1890–1958), finnischer Philosoph
- Kaila, Osmo (1916–1991), finnischer Kreuzworträtselerfinder, Schachspieler, -komponist und -kompositionspreisrichter
- Kailajärvi, Jaakko (* 1941), finnischer Gewichtheber
- Kailath, Thomas (* 1935), indisch-US-amerikanischer Informatiker
- Kailer von Kaltenfels, Karl (1862–1917), österreich-ungarischer Admiral und Chef der Marinesektion
- Kailer, Norbert (* 1955), österreichischer Wissenschaftler und Hochschullehrer
- Kailes, Tavakalo (* 1973), vanuatuischer Mittelstreckenläufer
- Kaili, Eva (* 1978), griechische Politikerin, MdEP
- Kailitz, Steffen (* 1969), deutscher Politikwissenschaftler
- Kailouli, Nadia (* 1983), deutsche Fernsehmoderatorin marokkanischer HerkunftNadia Kailouli (* 1983)

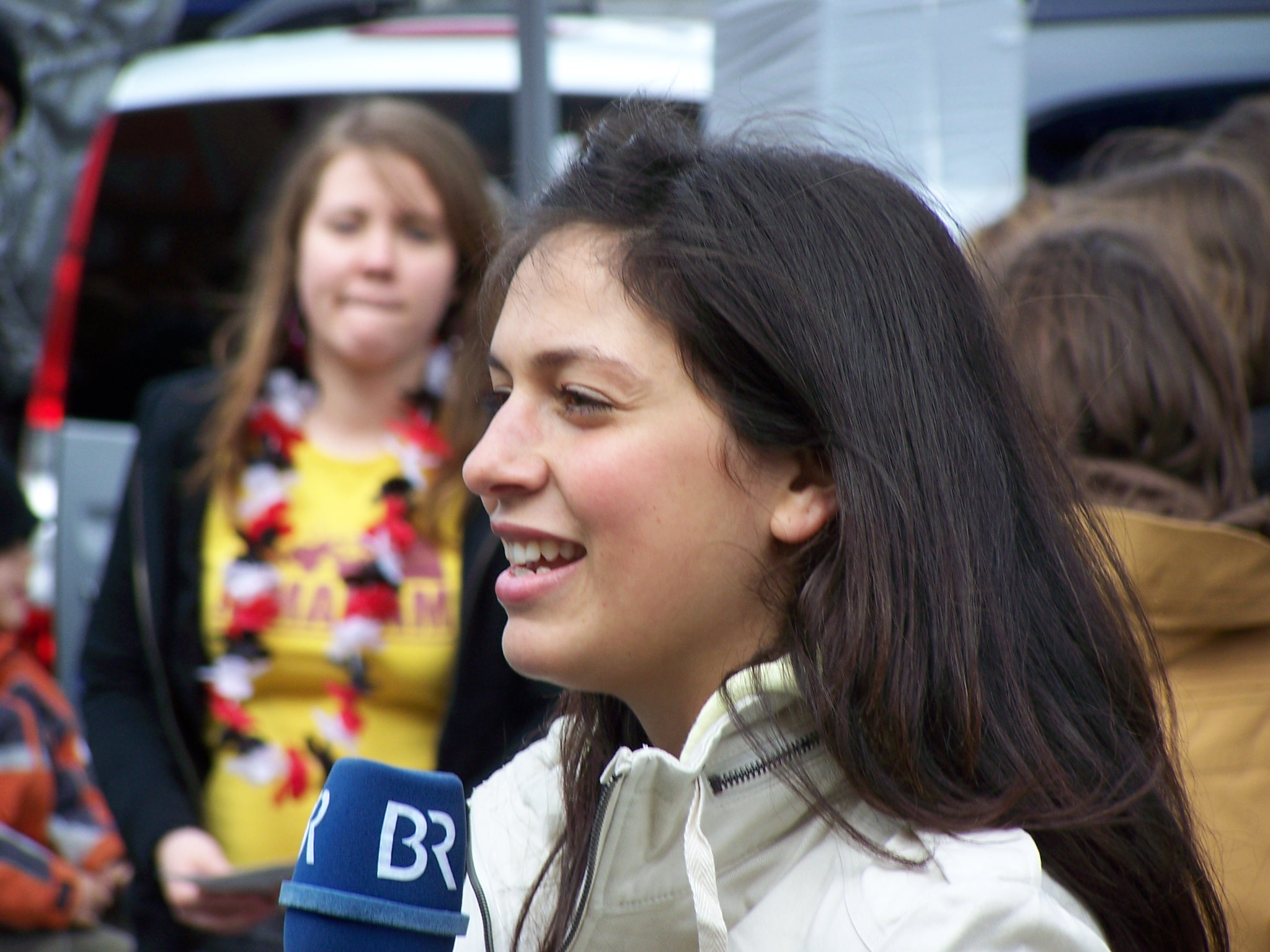
Nadia Kailouli (* 1983)

- Kailuweit, Rolf (* 1965), deutscher Romanist

### Kaim
- Kaim († 1194), Bischof von Olmütz
- Kaim, Adolf (1825–1887), deutscher Schullehrer und Musiker in Biberach an der Riß
- Kaim, Emil (1872–1951), deutscher jüdischer Geschäftsmann und Kunstsammler in Schlesien
- Kaim, Emil (1873–1949), deutscher katholischer Priester, Domkapitular, Zentrumspolitiker, württembergischer Landtagsabgeordneter
- Kaim, Ewa (* 1971), polnische Schauspielerin
- Kaim, Franz (1856–1935), deutscher Konzertunternehmer und Autor
- Kaim, Heinrich (1792–1874), Lehrer, Gründer des Schelklinger Liederkranzes
- Kaim, Ignatius Gottfried (1746–1778), österreichischer Chemiker
- Kaim, Isidor (* 1817), sächsischer Jurist, erster staatlich zugelassene Rechtsanwalt jüdischen Glaubens in Sachsen
- Kaim, Konrad Valentin von († 1801), österreichischer Feldmarschall-Lieutenant
- Kaim, Lorenz (1813–1885), deutscher Maler
- Kaim, Markus (* 1968), deutscher Sachbuchautor, Politikwissenschaftler und LehrbeauftragterMarkus Kaim (* 1968)

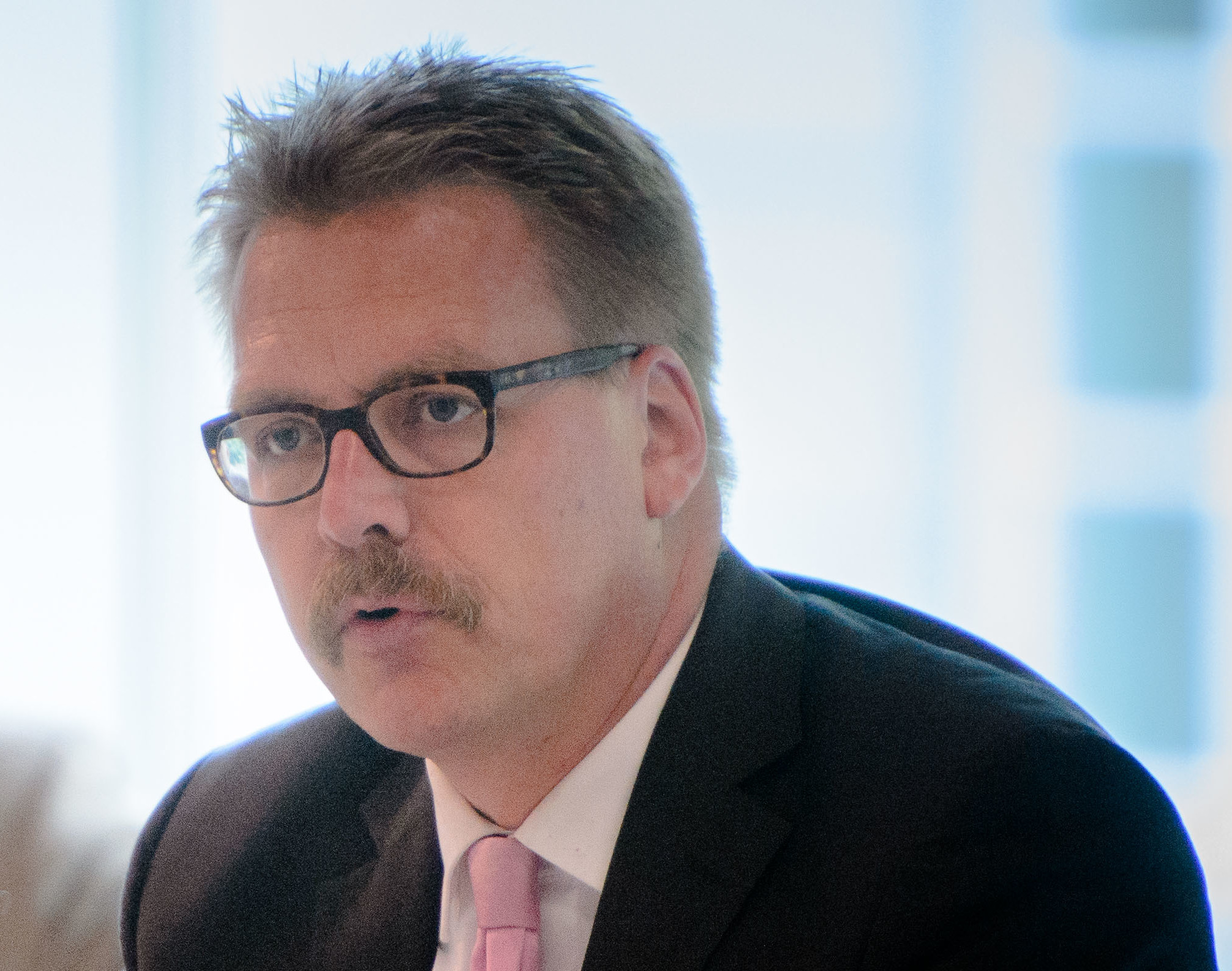
Markus Kaim (* 1968)

- Kaim, Wolfgang (* 1951), deutscher Chemiker und Professor für Anorganische Chemie
- Kaimakoglou, Konstantinos (* 1983), griechischer Basketballspieler
- Kaimana, US-amerikanische Schauspielerin
- Kaimbacher, Alexander (* 1969), österreichischer Opern-, Operetten-, Oratorien-, Lied- und Konzertsänger (Tenor)
- Kaimbi, Lazarus (* 1988), namibischer Fußballspieler
- Kaimer, Gerd (1926–2016), deutscher Politiker (SPD)
- Kaimiņš, Artuss (* 1980), lettischer Politiker
- Kaimoto, Keiji (* 1972), japanischer Fußballspieler
- Kaimoto, Kōjirō (* 1977), japanischer Fußballspieler

### Kain
- Kain, Alfred (1927–2010), österreichischer Radrennfahrer
- Kain, Eugenie (1960–2010), österreichische Schriftstellerin
- Kain, Franz (1922–1997), österreichischer Journalist, Schriftsteller und Politiker
- Kain, John Joseph (1841–1903), römisch-katholischer Erzbischof von St. Louis
- Kain, Karen (* 1951), kanadische Balletttänzerin
- Kain, Konrad (1883–1934), österreichisch-kanadischer BergsteigerKonrad Kain (1883–1934)

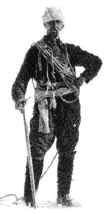
Konrad Kain (1883–1934)

- Kain, Luis (* 2005), deutscher Kinderdarsteller
- Kain, Patricia (* 1994), deutsche Musicaldarstellerin, Theaterschauspielerin, Sängerin und Moderatorin
- Kaina, Bernd (* 1950), deutscher Biologe und Toxikologe
- Kaina, Viktoria (* 1969), deutsche Politikwissenschaftlerin
- Kainar, Josef (1917–1971), tschechischer Dichter, Dramaturg und Übersetzer sowie Mitglied der Gruppe 42
- Kainar, Robert (* 1965), österreichischer Jazzmusiker (Schlagzeug, Komposition)
- Kainarow, Alexei Wladimirowitsch (* 1979), russischer Handballspieler
- Kainath, Stefan (* 1964), deutscher Karate-Sportler
- Kainbacher, Paul (* 1964), österreichischer Geographiehistoriker und Antiquar
- Kainberger, Eduard (1911–1974), österreichischer Fußballspieler
- Kainberger, Karl (1913–1997), österreichischer Fußballspieler
- Kaindl, Angela (* 1975), deutsche Medizinerin, Neurobiologin und Hochschullehrerin
- Kaindl, Anton (1849–1922), deutscher Bildhauer
- Kaindl, Anton (1902–1948), deutscher SS-Führer und letzter Kommandant des KZ Sachsenhausen
- Kaindl, Dominik (1891–1973), katholischer Theologe, Zisterzienser, Generalvikar und Kirchenhistoriker
- Kaindl, Ferdinand (* 1901), österreichischer Sprinter
- Kaindl, Franz (1902–1970), österreichischer Politiker (ÖVP), Landtagsabgeordneter
- Kaindl, Franz (1931–2021), österreichischer Historiker
- Kaindl, Franz (* 1932), österreichischer Maler
- Kaindl, Fritz (1922–2015), österreichischer Kardiologe und Hochschullehrer
- Kaindl, Gerhard (1944–1992), deutscher Ingenieur, Funktionär der Deutschen Liga für Volk und Heimat
- Kaindl, Heimo (* 1964), österreichischer Museumsleiter, Kunsthistoriker, Volkskundler und Denkmalpfleger
- Kaindl, Klaus, österreichischer Übersetzungswissenschaftler
- Kaindl, Kurt (* 1954), österreichischer Fotograf
- Kaindl, Ludwig (1914–1995), deutscher Leichtathlet
- Kaindl, Raimund Friedrich (1866–1930), österreichischer Historiker
- Kaindl, Tjebbe (* 1999), österreichischer Triathlet
- Kaindlstorfer, Günter (* 1963), österreichischer Literaturkritiker, Fernsehmoderator, Schriftsteller und Journalist
- Kaine, Tim (* 1958), amerikanischer PolitikerTim Kaine (* 1958)

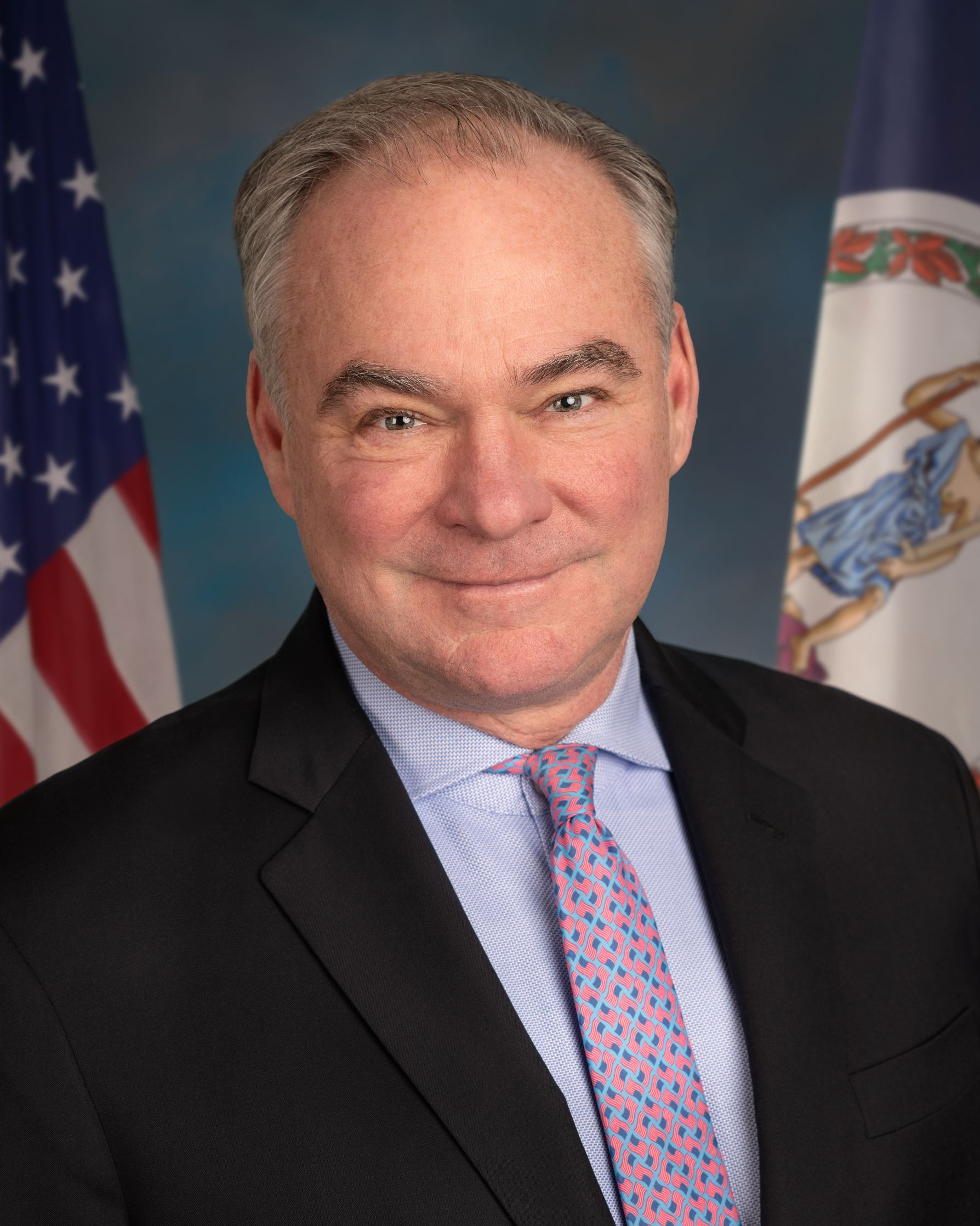
Tim Kaine (* 1958)

- Kaine, Trevor (1928–2008), australischer Politiker
- Kaineder, Ferdinand (* 1957), österreichischer Theologe, Kommunikationslotse und Autor
- Kaineder, Mathias (* 1987), österreichischer Musiker, Songwriter und Schauspieler
- Kaineder, Stefan (* 1985), österreichischer Politiker (GRÜNE), Landtagsabgeordneter, Theologe
- Kainer, Friedemann (* 1973), deutscher Rechtswissenschaftler
- Kainer, Harald Günter (* 1985), österreichischer Musiker und audiovisueller Künstler
- Kainer, Helmuth (1924–2018), deutscher Elektrotechniker, Professor für Nachrichtentechnik und Gründungsrektor der Fachhochschule Furtwangen
- Kainer, Ludwig (1885–1967), deutscher Grafiker, Zeichner, Maler, Illustrator, Filmarchitekt und Kostümbildner
- Kainerugaba, Muhoozi (* 1974), ugandischer Militär
- Kaing Guek Eav (1942–2020), kambodschanischer Völkerrechtsverbrecher, Mitglied der Roten Khmer
- Kaingu, Michael (* 1952), sambischer Politiker
- Kainlauri, Aarne (1915–2020), finnischer Hindernisläufer
- Kainmüller, Klemens (* 1980), österreichischer Handballspieler
- Kainoshō, Tadaoto (1894–1978), japanischer Maler
- Kainow, Maxim Konstantinowitsch (* 2002), russischer Fußballspieler
- Kainrath, Dietmar (1942–2018), österreichischer Grafiker und Karikaturist
- Kainrath, Roman (* 1977), österreichischer Politiker (SPÖ), Landtagsabgeordneter
- Kainrath, Tini (* 1968), österreichische Musikerin und SchauspielerinTini Kainrath (* 1968)

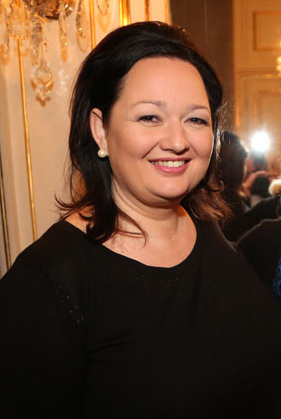
Tini Kainrath (* 1968)

- Kainrath, Wilhelm (1939–1986), österreichischer Architekt und Stadtplaner
- Kaints, Holger (* 1957), estnischer Schriftsteller
- Kaintz, Bernd (* 1980), österreichischer Fußballspieler
- Kaintzik, Joachim (1905–1961), deutscher Kriminalpolizist und Gestapobeamter
- Kainulainen, Justus (* 1999), finnischer Floorballspieler
- Kainuma, Mikiko (* 1950), japanische Klimawissenschaftlerin
- Kainuma, Yuzuki (* 2007), japanische Nordische Kombiniererin
- Kainz, Adolf (1903–1948), österreichischer Kanute
- Kainz, Alois (* 1964), österreichischer Politiker (FPÖ), Abgeordneter zum Nationalrat
- Kainz, Andy (* 1974), österreichischer Tanzsportler
- Kainz, Christoph (* 1967), österreichischer Beamter und Politiker (ÖVP)
- Kainz, Edda (* 1940), österreichische Skirennläuferin
- Kainz, Florian (* 1969), deutscher Informatiker
- Kainz, Florian (* 1992), österreichischer FußballspielerFlorian Kainz (* 1992)

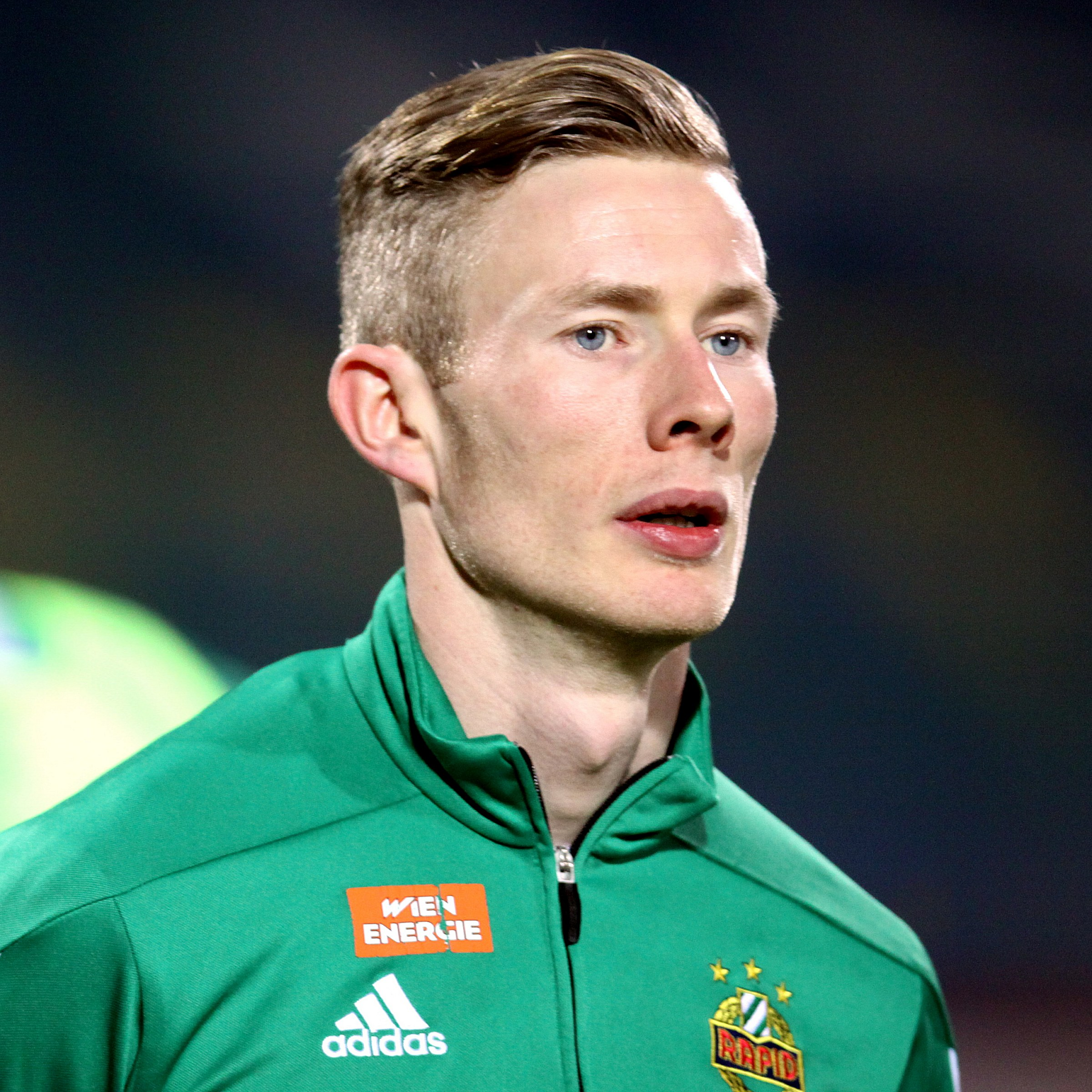
Florian Kainz (* 1992)

- Kainz, Friedrich (1897–1977), österreichischer Sprachphilosoph, Sprachpsychologe, Ästhetiker und Literaturhistoriker
- Kainz, Harald (* 1958), österreichischer Ingenieur und Hochschullehrer
- Kainz, Hedda (* 1942), österreichische Politikerin (SPÖ), Mitglied im Österreichischen Bundesrat
- Kainz, Josef (1858–1910), österreichischer Schauspieler
- Kainz, Julius (1935–2016), österreichischer Verlagsmanager
- Kainz, Katharina (1767–1836), deutsche Sängerin
- Kainz, Käthe (1913–1996), österreichische Politikerin (SPÖ), Mitglied des Bundesrates
- Kainz, Kelly (* 1975), britische Tänzerin
- Kainz, Lukas (* 1995), österreichischer Eishockeyspieler
- Kainz, Manfred (* 1960), österreichischer Landespolitiker (ÖVP), Landtagsabgeordneter
- Kainz, Manfred (* 1972), österreichischer Motorradrennfahrer, Teamgründer und Manager des Yamaha Austria Racing Teams
- Kainz, Marion (* 1966), deutsche Filmregisseurin
- Kainz, Mike (* 1993), deutscher Pâtissier
- Kainz, Othmar (1927–2011), österreichischer Architekt
- Kainz, Tobias (* 1992), österreichischer Fußballspieler
- Kainz, Tony (* 1986), deutscher Schauspieler
- Kainz, Walter (1918–1996), österreichischer Jurist, Schriftsteller und Dichter
- Kainz, Walter (* 1958), österreichischer Maler und Bildhauer
- Kainzbauer, Ludwig (1855–1913), österreichischer Maler und Kunstschriftsteller
- Kainzwaldner, Simon (* 1994), italienischer Rennrodler

### Kaio
- Kaio Jorge (* 2002), brasilianischer Fußballspieler
- Kaiō, Hiroyuki (* 1972), japanischer SumōringerKaiō Hiroyuki (* 1972)

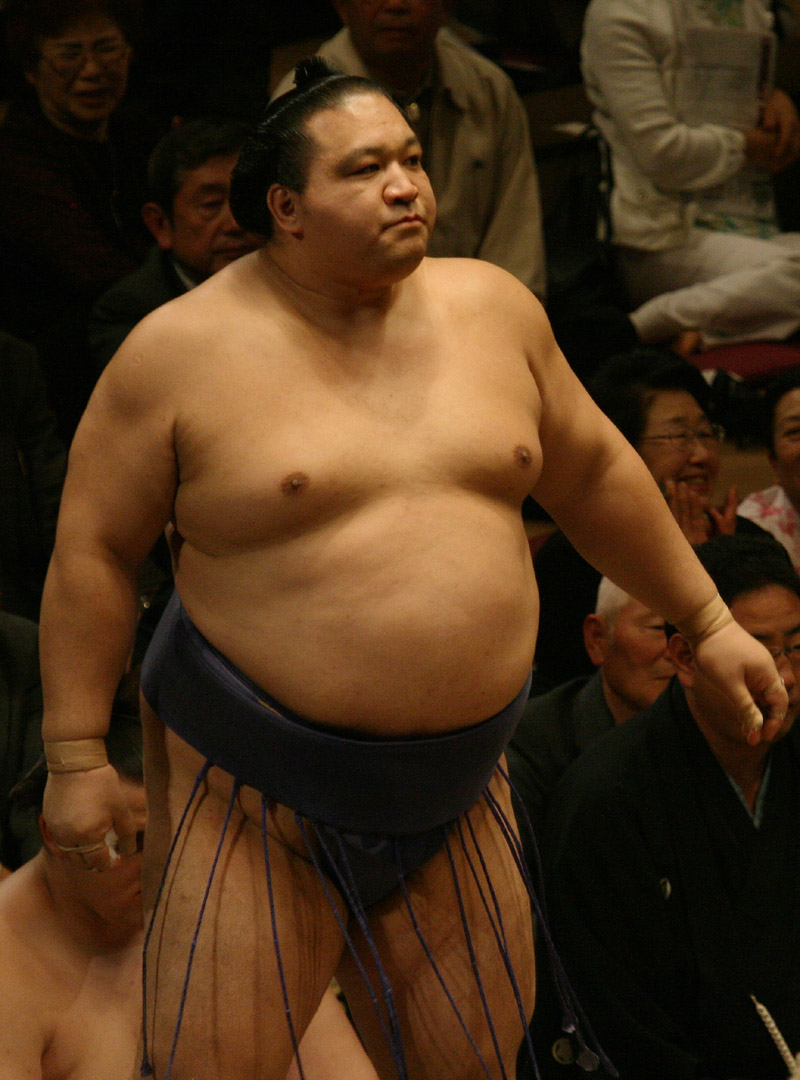
Kaiō Hiroyuki (* 1972)

- Kaionji, Chōgorō (1901–1977), japanischer Schriftsteller
- Kaioumas, spätantiker Mosaizist

### Kaip
- Kaip, Günther (* 1960), österreichischer Schriftsteller
- Kaipara, Oriini (* 1983), neuseeländische Moderatorin, Journalistin und Übersetzerin und Dolmetscherin
- Kaipel, Erwin (* 1952), österreichischer Politiker (SPÖ), Abgeordneter zum Nationalrat, Mitglied des Bundesrates
- Kaipel, Wilhelm (* 1948), österreichischer Fußballtorhüter, -trainer
- Kaiper, Florian (* 1995), österreichischer Handballspieler
- Kaipunesut, altägyptischer Bauleiter
- Kaipuram, Simon (1954–2019), indischer Ordensgeistlicher, römisch-katholischer Bischof von Balasore

### Kair
- Kaira, Trywell (* 1986), sambischer Fußballspieler
- Kairānawī, Rahmatallāh al- (1818–1891), islamischer Gelehrter
- Kairé, Maram (* 1978), senegalesischer Astronom
- Kaire-Gataulu, Jaimee (* 1987), neuseeländische Schauspielerin
- Kairelis, Dainius (* 1979), litauischer Radrennfahrer
- Kairelis, Rimantas (* 1950), litauischer Politiker
- Kairinen, Kaan (* 1998), finnischer Fußballspieler
- Kaïris, Theophilos (1784–1853), griechischer Philosoph und Revolutionär
- Kairiša, Astrīda (1941–2021), sowjetische bzw. lettische Theater- und Filmschauspielerin
- Kairišs, Viesturs (* 1971), lettischer Opern-, Film- und Theaterregisseur
- Kairiūkštis, Leonardas (1928–2021), litauischer Forstwissenschaftler
- Kairiūkštis, Vytautas (1890–1961), litauischer Maler und Kunstwissenschaftler
- Kairo, Peter J. (* 1941), kenianischer Geistlicher, emeritierter römisch-katholischer Erzbischof von Nyeri
- Kairow, Iwan Andrejewitsch (1893–1978), sowjetischer Pädagoge und Präsident der Akademie der Pädagogischen Wissenschaften
- Kairuki, Angellah (* 1976), tansanische Politikerin und Ministerin
- Kairys, Antanas (1934–2017), litauischer Zootechniker und Politiker
- Kairys, Donaldas (* 1977), litauischer Basketball-Trainer und -Spieler
- Kairys, Ksaveras (1909–1991), litauischer Ökonom und sowjetlitauischer Politiker
- Kairys, Simonas (* 1984), litauischer liberaler Politiker und Vizebürgermeister der Stadtgemeinde Kaunas

### Kais
- Kais, Adam (* 1996), türkisch-schwedischer Schauspieler
- Kais, Elma, polnische Jazzmusikerin (Gesang, Komposition)
- Kais, Kristjan (* 1976), estnischer Beachvolleyballspieler
- Kais, Leila (* 1968), deutsche Publizistin und Übersetzerin

#### Kaisa
- Kaisa (* 1983), deutscher Rapper
- Kaisar-Mihara, Puti (* 1986), österreichische Kampfsporttrainerin, Tänzerin, Fotomodell und Schauspielerin indonesischer Herkunft

#### Kaisc
- Kaischew, Rostislaw (1908–2002), bulgarischer physikalischer Chemiker

#### Kaise

##### Kaisei
- Kaisei, Ichirō (* 1986), brasilianischer Sumōringer in der japanischen Makuuchi-Division

##### Kaisen
- Kaisen, Helene (1889–1973), deutsche Politikerin (SPD)
- Kaisen, Olivier (* 1983), belgischer Radrennfahrer
- Kaisen, Wilhelm (1887–1979), deutscher Politiker (SPD), MdBB, Bremer BürgermeisterWilhelm Kaisen (1887–1979)

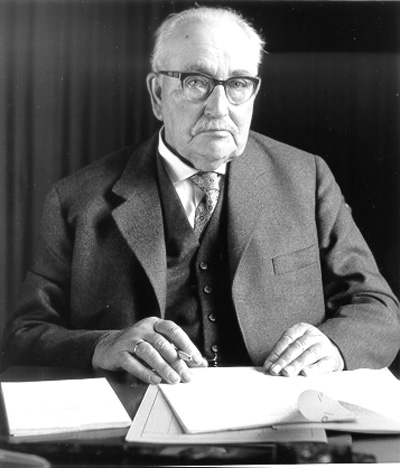
Wilhelm Kaisen (1887–1979)

- Kaisenberg, Leopold von (1766–1835), deutscher Richter und Parlamentarier
- Kaisenberg, Moritz von (1837–1910), preußischer Oberstleutnant, Rittergutsbesitzer und Schriftsteller

##### Kaiser

###### Kaiser, A
- Kaiser, A. Dale (1927–2020), US-amerikanischer Biochemiker, Molekulargenetiker, Mikrobiologe und Entwicklungsbiologe
- Kaiser, Abraham Adolf (1874–1942), deutscher Widerständler gegen den Nationalsozialismus
- Kaiser, Adam (1900–1987), deutscher Kommunalpolitiker (CSU)
- Kaiser, Adolph (1804–1861), deutscher Zeichner und Landschaftsmaler
- Kaiser, Alain (* 1991), Schweizer Unihockeyspieler
- Kaiser, Albert E. (1920–2004), Schweizer Dirigent und Musikpädagoge
- Kaiser, Alexander (1819–1872), österreichischer Maler und Lithograf
- Kaiser, Alfons (* 1965), deutscher Journalist
- Kaiser, Alfred (1862–1930), Schweizer Afrika- und Sinaiforscher
- Kaiser, Alfred (1872–1917), Komponist und Textdichter
- Kaiser, Alfred (* 1934), deutscher Fußballspieler
- Kaiser, Alfred (* 1949), deutscher Grafiker und Maler
- Kaiser, Andrea (* 1982), deutsche FernsehmoderatorinAndrea Kaiser (* 1982)

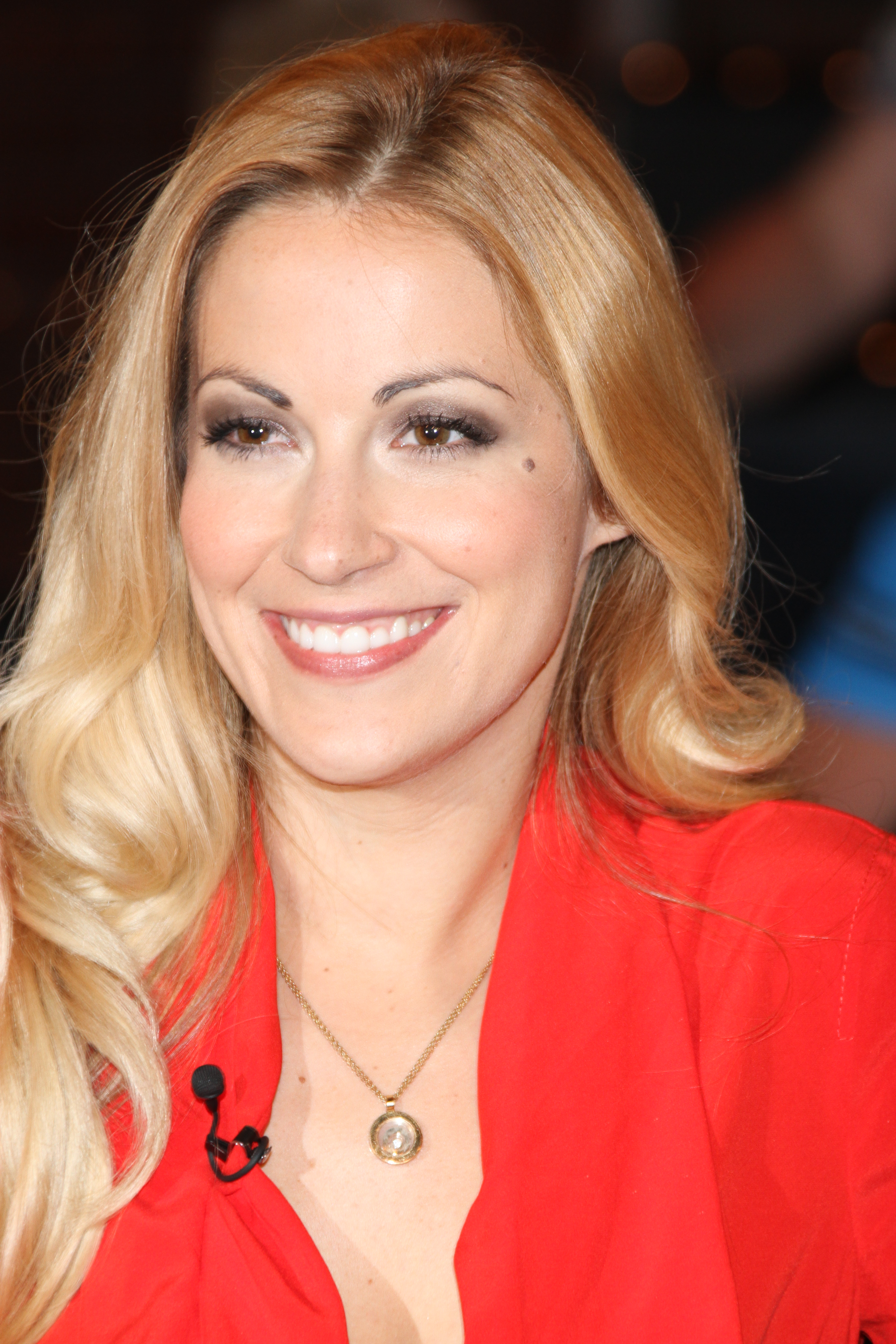
Andrea Kaiser (* 1982)

- Kaiser, Andreas (* 1964), deutscher Fußballspieler
- Kaiser, Anja (* 1986), deutsche Kommunikationsdesignerin
- Kaiser, Anna-Bettina (* 1976), deutsche Rechtswissenschaftlerin und Hochschullehrerin
- Kaiser, Anne (* 1987), deutsche Fußballspielerin
- Kaiser, Annemarie (1923–1993), deutsche Malerin und Kunsterzieherin
- Kaiser, Annette (* 1948), Schweizer Sufi-Lehrerin der Naqschbandiyya-Mudschaddidiyya-Sufi-Linie
- Kaiser, Astrid (* 1948), deutsche Pädagogin und Hochschullehrerin
- Kaiser, August Reinhold (1805–1874), preußischer Verwaltungsbeamter, Bürgermeister und Landrat
- Kaiser, Augusta (1895–1932), deutsche Bildhauerin und Keramikerin der Moderne
- Kaiser, Axel (* 1981), chilenischer Schriftsteller, Rechtsanwalt und PolitikwissenschaftlerAxel Kaiser (* 1981)

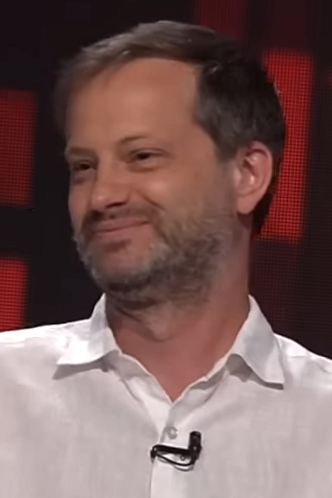
Axel Kaiser (* 1981)

###### Kaiser, B
- Kaiser, Ben (* 1984), deutscher Filmeditor, Kameramann und Regisseur
- Kaiser, Benedikt (* 1987), deutscher Schriftsteller
- Kaiser, Bernd (1942–1974), deutscher Klassischer Archäologe
- Kaiser, Bernd (* 1951), deutscher Ruderer
- Kaiser, Bernhard (* 1954), evangelischer Theologe und Hochschullehrer
- Kaiser, Berta (1875–1962), deutsche Malerin
- Kaiser, Bo (1930–2021), schwedischer Regattasegler
- Kaiser, Brittany (* 1988), US-amerikanische Whistleblowerin
- Kaiser, Bruno (1911–1982), deutscher Germanist

###### Kaiser, C
- Kaiser, Carl (1859–1945), deutscher Unternehmer und Mitinhaber der Kaufhauskette Steigerwald & Kaiser
- Kaiser, Carl (* 1949), liechtensteinischer Politiker (FBP)
- Kaiser, Carlos (* 1963), brasilianischer Fußballspieler
- Kaiser, Céline (* 1998), deutsche Triathletin
- Kaiser, Christian (* 1983), deutscher Basketballtrainer
- Kaiser, Christoph (* 1963), deutscher Schauspieler und Regisseur
- Kaiser, Christoph (* 1990), deutscher Koch
- Kaiser, Christoph M. (* 1964), deutscher Filmmusik-Komponist, Musiker und Produzent
- Kaiser, Curt (1865–1940), deutscher Politiker

###### Kaiser, D
- Kaiser, Dagmar (1962–2021), deutsche Rechtswissenschaftlerin und UniversitätsprofessorinDagmar Kaiser (1962–2021)

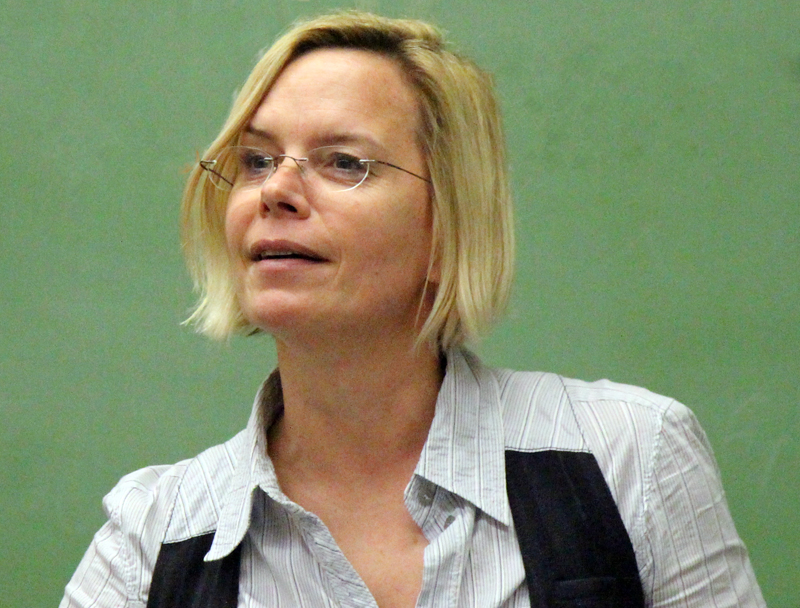
Dagmar Kaiser (1962–2021)

- Kaiser, Daniel (* 1972), deutscher Rundfunkjournalist
- Kaiser, Daniel (* 1976), deutscher Filmkomponist
- Kaiser, Daniel (* 1986), deutscher Radio- und Fernsehmoderator
- Kaiser, Daniel (* 1986), deutscher Voltigierer, Sportfotograf und Journalist
- Kaiser, Daniel (* 1990), deutscher Fußballspieler
- Kaiser, Darius (* 1961), deutscher Radrennfahrer
- Kaiser, David (* 1971), US-amerikanischer Wissenschaftshistoriker
- Kaiser, David (* 1981), Schauspieler, Sprecher, Sänger und Pianist
- Kaiser, David E. (* 1947), amerikanischer Historiker
- Kaiser, Detlef (* 1955), deutscher Konzertpianist
- Kaiser, Dominik (* 1969), Schweizer Film-, Fernseh- und Musikproduzent
- Kaiser, Dominik (* 1988), deutscher Fußballspieler
- Kaiser, Dora (1899–1972), österreichische Schauspielerin
- Kaiser, Dorothea (* 1940), deutsche Schauspielerin
- Kaiser, Dshamilja, deutsche Opernsängerin (Mezzosopran)

###### Kaiser, E
- Kaiser, Edgar F. (1908–1981), US-amerikanischer Unternehmer
- Kaiser, Edmond (1914–2000), französischer Schriftsteller und Menschenrechtsaktivist
- Kaiser, Eduard (1813–1903), deutscher Arzt und Politiker
- Kaiser, Eduard (1820–1895), österreichischer Maler und Lithograph
- Kaiser, Eduard (1831–1911), österreichischer Baumeister und Architekt
- Kaiser, Eduard (1855–1911), deutscher Montanindustrieller
- Kaiser, Egon (1901–1982), deutscher Bandleader und Arrangeur
- Kaiser, Elisabeth (* 1987), deutsche Politikerin (SPD), MdBElisabeth Kaiser (* 1987)

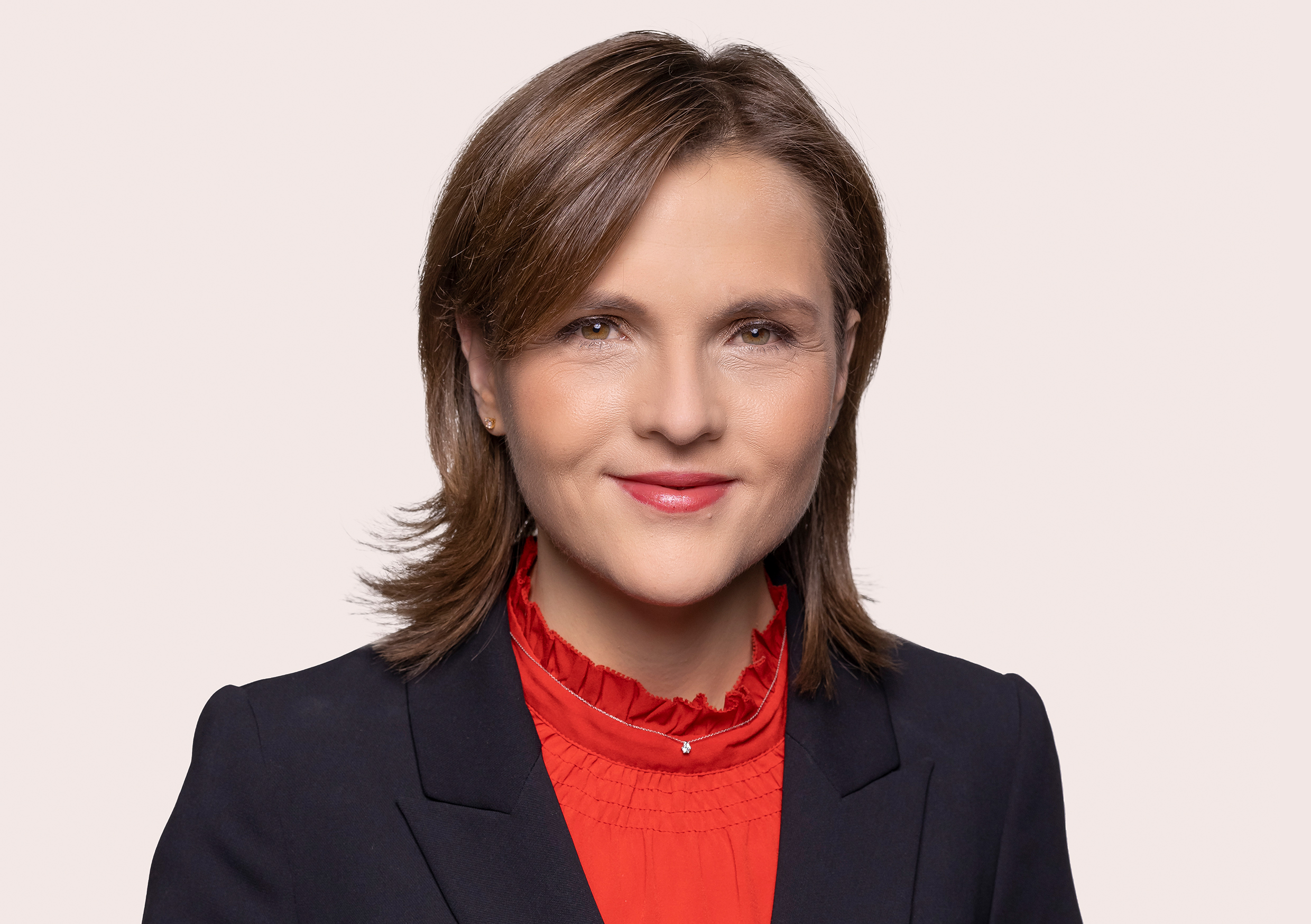
Elisabeth Kaiser (* 1987)

- Kaiser, Elke (* 1964), deutsche Prähistorikerin
- Kaiser, Emil (1853–1929), Komponist, Dirigent, Kapellmeister, Trompeter
- Kaiser, Emil (1855–1882), deutscher Topograf
- Kaiser, Emil Thomas (1938–1988), US-amerikanischer Chemiker
- Kaiser, Engelbert (1902–1976), deutscher Maler, Kirchenmusiker und Komponist
- Kaiser, Eric (* 1971), deutscher Leichtathlet
- Kaiser, Erich (1871–1934), deutscher Geologe
- Kaiser, Ernst (1885–1961), deutscher Geograf und Hochschullehrer
- Kaiser, Ernst (1907–1978), Schweizer Mathematiker
- Kaiser, Ernst (1911–1972), österreichischer Autor und Übersetzer
- Kaiser, Esther (* 1975), deutsche Jazzsängerin
- Kaiser, Eugen (1879–1945), deutscher Politiker (SPD), MdR, Landrat
- Kaiser, Eva Maria (* 1968), österreichische Journalistin und Autorin
- Kaiser, Evamaria (1927–1994), österreichische Rundfunkmoderatorin
- Kaiser, Ewald (1905–1992), deutscher Politiker (SED), MdL

###### Kaiser, F
- Kaiser, Fabian, deutscher Autor und Unternehmer
- Kaiser, Frank (* 1957), deutscher ehemaliger Fußballspieler
- Kaiser, Franz (* 1835), österreichischer Turner und Turnfunktionär
- Kaiser, Franz (1888–1971), deutscher Architekt, Maler und Inflationsheiliger
- Kaiser, Franz (1890–1988), deutscher Landwirt und Politiker (Deutsche Volkspartei)
- Kaiser, Franz (1891–1962), deutscher Astronom
- Kaiser, Franz (1901–1967), deutscher Unternehmer
- Kaiser, Franz Wilhelm (* 1957), deutscher Kunsthistoriker
- Kaiser, Frederick (1889–1928), US-amerikanischer Geher
- Kaiser, Frederik (1808–1872), niederländischer Astronom
- Kaiser, Friedrich (1814–1874), österreichischer Schauspieler und Schriftsteller
- Kaiser, Friedrich (1815–1889), deutscher Historien und Schlachtenmaler
- Kaiser, Friedrich (1831–1897), deutscher Schlosser, Maschinenbau-Unternehmer und Erfinder
- Kaiser, Friedrich (1903–1993), deutscher Ordensgeistlicher, Bischof der Territorialprälatur Caravelí in Peru und der Gründer der Missionsschwestern vom lehrenden und sühnenden Heiland
- Kaiser, Fritz (1877–1956), deutscher Jurist und Politiker (DVP), MdL, Minister
- Kaiser, Fritz (1891–1974), deutscher Maler
- Kaiser, Fritz (1901–1966), deutscher Politiker (CSU), Mitglied der Verfassunggebenden Landesversammlung in Bayern
- Kaiser, Fritz, deutscher Fußballspieler und -trainer
- Kaiser, Fritz (* 1955), liechtensteinischer Judoka, Unternehmer, Investor und Philanthrop

###### Kaiser, G
- Kaiser, Gabriele (* 1952), deutsche Mathematikerin und Hochschullehrerin
- Kaiser, Gebhard (* 1948), deutscher Politiker (CSU), MdL, Landrat des Landkreises Oberallgäu
- Kaiser, Georg, Theaterschauspieler
- Kaiser, Georg (1878–1945), deutscher SchriftstellerGeorg Kaiser (1878–1945)

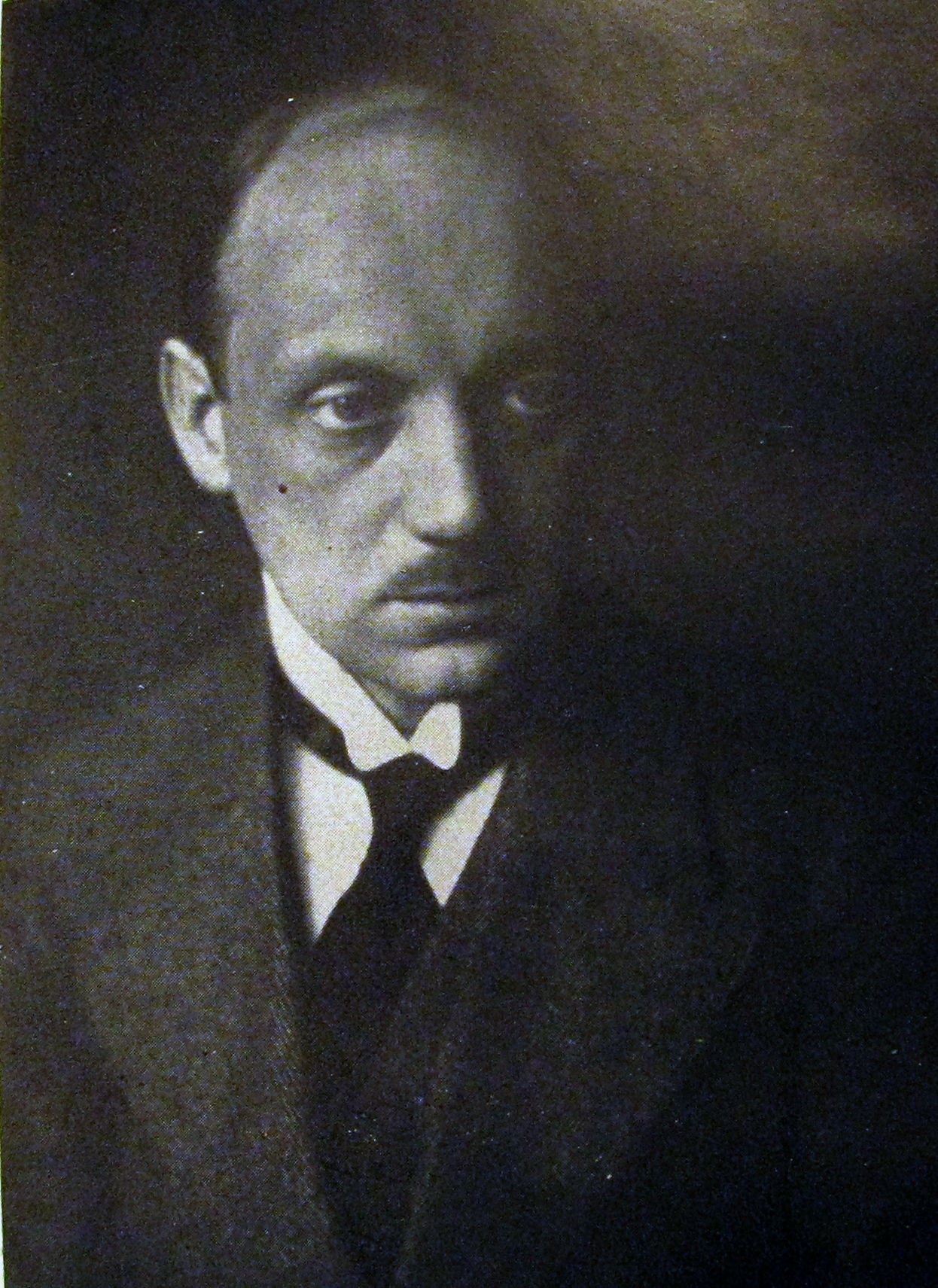
Georg Kaiser (1878–1945)

- Kaiser, Georg (* 1948), deutscher Fußballtorhüter
- Kaiser, George (* 1942), US-amerikanischer Unternehmer
- Kaiser, Gerd (1933–2024), deutscher Soziologe
- Kaiser, Gerhard (1890–1966), deutscher Schachkomponist und Schachredakteur
- Kaiser, Gerhard (1927–2012), deutscher Germanist
- Kaiser, Gerhard (* 1955), österreichischer Künstler
- Kaiser, Gerhard (* 1969), deutscher Germanist
- Kaiser, Gerhard R. (* 1943), deutscher Germanist
- Kaiser, Gert (* 1941), deutscher Altgermanist und emeritierter Universitätsrektor
- Kaiser, Gilbert (* 1949), liechtensteinischer Sportschütze
- Kaiser, Glenn (* 1953), US-amerikanischer Musiker
- Kaiser, Gloria (* 1950), österreichische Schriftstellerin
- Kaiser, Gottlieb Philipp Christian (1781–1848), deutscher evangelischer Theologe, Geistlicher und Hochschullehrer
- Kaiser, Gregor (* 1975), deutscher Politiker (Bündnis 90/Die Grünen), Mitglied des Landtags von Nordrhein-Westfalen
- Kaiser, Gunnar (1976–2023), deutscher Gymnasiallehrer, Schriftsteller, Blogger und Stand-up Comedian
- Kaiser, Günther (1928–2007), deutscher Kriminologe

###### Kaiser, H
- Kaiser, Hannelore (* 1953), deutsche Juristin, ehemalige Gerichtspräsidentin, Richterin
- Kaiser, Hanns (1921–2012), deutscher Internist und Rheumatologe
- Kaiser, Hans (1890–1977), deutscher Apotheker und Lebensmittelchemiker
- Kaiser, Hans (1914–1982), deutscher Künstler
- Kaiser, Hans (1919–1998), deutscher Pädagoge und Bildungsfunktionär der DDR
- Kaiser, Hans (* 1926), österreichischer Politiker (SPÖ), Landtagsabgeordneter
- Kaiser, Hans (1938–2024), deutscher Politiker (SPD), MdL Niedersachsen
- Kaiser, Hans (* 1947), deutscher Politiker (CDU)
- Kaiser, Hans-Fritz (* 1897), deutscher Gartentechniker, politischer Funktionär (NSDAP) und ehrenamtliches Mitglied des Volksgerichtshof
- Kaiser, Hans-Jürgen (* 1959), deutscher Organist
- Kaiser, Harry, US-amerikanischer Radrennfahrer
- Kaiser, Heinrich (1838–1913), deutscher Veterinärmediziner und Hochschullehrer
- Kaiser, Heinrich (1907–1976), deutscher Physiker
- Kaiser, Heinrich Alfred (1883–1946), deutscher Architekt und Maler
- Kaiser, Heinz (* 1941), deutscher Politiker (SPD), MdL
- Kaiser, Helmut (* 1942), deutscher Psychoanalytiker und Buchautor
- Kaiser, Henriette (* 1961), deutsche Schriftstellerin, Filmregisseurin und Journalistin
- Kaiser, Henry (1861–1921), französischer Komponist
- Kaiser, Henry (* 1952), US-amerikanischer Gitarrist und Produzent
- Kaiser, Henry Felix (1927–1992), US-amerikanischer Psychologe auf dem Gebiet der Psychometrie und statistischen Psychologie
- Kaiser, Henry John (1882–1967), US-amerikanischer UnternehmerHenry John Kaiser (1882–1967)

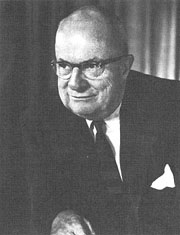
Henry John Kaiser (1882–1967)

- Kaiser, Hermann (1885–1945), deutscher Lehrer und Widerstandskämpfer
- Kaiser, Hermann (1889–1978), deutscher Theaterkritiker und Pädagoge
- Kaiser, Hermann-Josef (1938–2021), deutscher Erziehungswissenschaftler

###### Kaiser, I
- Kaiser, Ignatz (1819–1895), deutscher Jurist und Politiker
- Kaiser, Ikarus (* 1978), österreichischer Musikwissenschaftler, Organist und Komponist
- Kaiser, Ingeborg (* 1930), deutsch-schweizerische Schriftstellerin
- Kaiser, Isabell (* 1992), deutsche Handballspielerin
- Kaiser, Isabelle (1866–1925), Schweizer Schriftstellerin

###### Kaiser, J
- Kaiser, Jakob († 1529), Zürcher Pfarrer und Reformator
- Kaiser, Jakob (1885–1921), deutsch-russischer römisch-katholischer Geistlicher und Märtyrer
- Kaiser, Jakob (1888–1961), deutscher Politiker (Zentrum, CDU), MdR, MdBJakob Kaiser (1888–1961)

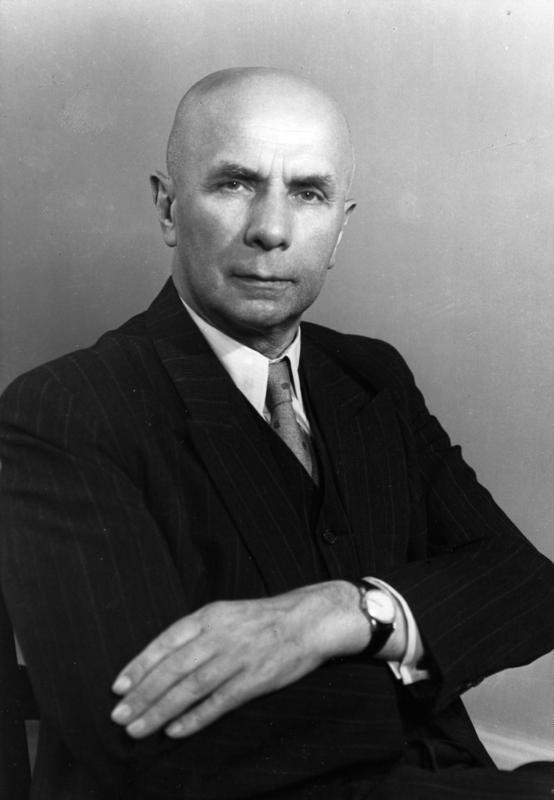
Jakob Kaiser (1888–1961)

- Kaiser, Jérémie (* 1988), deutsch-französischer Schriftsteller und Illustrator
- Kaiser, Joachim (1928–2017), deutscher Journalist, Musikkritiker und Literat
- Kaiser, Joachim (1929–2010), deutscher Künstler und Kulturpolitiker
- Kaiser, Joachim (* 1947), deutscher Kapitän und Schiffsrestaurator
- Kaiser, Jochen-Christoph (* 1948), deutscher Historiker und evangelischer Theologe
- Kaiser, Johann (1806–1861), sächsischer Jurist und Politiker
- Kaiser, Johann (1882–1962), österreichischer Politiker (CSP), Landtagsabgeordneter
- Kaiser, Johann Georg (1801–1872), deutscher Theologe
- Kaiser, Johann Placidus Friedrich (1823–1899), Schweizer Mediziner, Gesundheits- und Bildungspolitiker.
- Kaiser, Johanna (1912–1991), deutsche Malerin
- Kaiser, Johanna (* 1996), deutsche Fußballspielerin
- Kaiser, Johannes (1936–1996), deutscher Leichtathlet und Olympiamedaillengewinner
- Kaiser, Johannes (* 1958), liechtensteinischer Politiker
- Kaiser, Johannes (* 1976), chilenischer YouTuber und PolitikerJohannes Kaiser (* 1976)

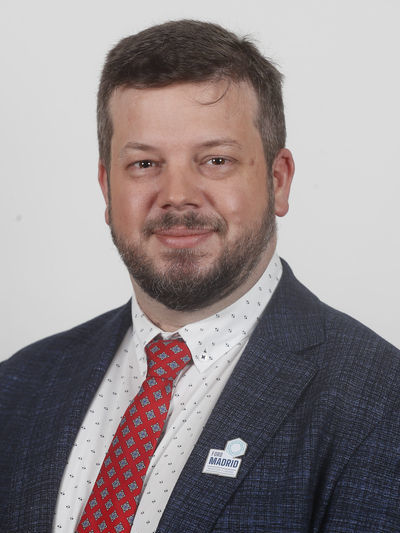
Johannes Kaiser (* 1976)

- Kaiser, Josef (1862–1950), deutscher Unternehmer
- Kaiser, Josef (1874–1940), badischer Unternehmer und Industrieller
- Kaiser, Josef (1910–1991), deutscher Architekt, Stadtplaner, Hochschullehrer, Tenor
- Kaiser, Josef (* 1954), österreichischer Bildhauer, Maler, Zeichner und Münzdesigner
- Kaiser, Joseph Franz (1786–1859), österreichischer Lithograph und Verleger
- Kaiser, Joseph Heinrich (1921–1998), deutscher Rechtswissenschaftler
- Kaiser, Juan (1859–1916), Schweizer Geschäftsmann und Verleger in Guadalajara, Mexiko
- Kaiser, Julia C. (* 1983), deutsche Drehbuchautorin und Filmregisseurin
- Kaiser, Julio (1903–1954), spanischer Fußballspieler und -trainer
- Kaiser, Jürgen (* 1980), deutscher Autor, Regisseur und Sprecher
- Kaiser, Jutta (* 1972), deutsche Kanutin

###### Kaiser, K
- Kaiser, Kajetan Georg von (1803–1871), deutscher Chemiker
- Kaiser, Karin (* 1962), deutsche Hochschullehrerin, Wirtschaftsprüferin, Steuerberaterin und Politikerin (AfD)
- Kaiser, Karl († 1966), deutscher Richter und Diplom-Ingenieur
- Kaiser, Karl (1866–1935), liechtensteinischer Politiker
- Kaiser, Karl (* 1868), deutscher Lyriker
- Kaiser, Karl (1906–1940), deutscher Germanist und Volkskundler
- Kaiser, Karl (* 1934), deutscher Politikwissenschaftler
- Kaiser, Karl (1941–2017), österreichisch-kanadischer Winzer
- Kaiser, Karl Georg (1817–1865), Schweizer Politiker
- Kaiser, Karl Georg (1843–1916), Schweizer Politiker
- Kaiser, Kathina (* 1945), österreichische Schauspielerin
- Kaiser, Kerstin (* 1960), deutsche Politikerin (PDS, Die Linke), MdL, inoffizielle Mitarbeiterin der DDR-StaatssicherheitKerstin Kaiser (* 1960)

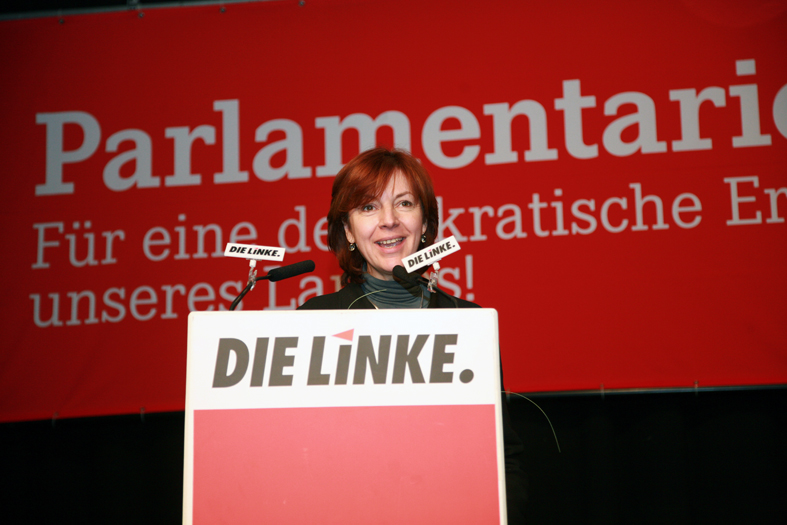
Kerstin Kaiser (* 1960)

- Kaiser, Kirsten (* 1961), deutsche Künstlerin
- Kaiser, Klaus (* 1957), deutscher Politiker (CDU), MdL
- Kaiser, Klaus-Dieter (1935–2015), deutscher Historiker und Lehrer
- Kaiser, Koloman (1854–1915), österreichischer Mundart-Dichter
- Kaiser, Konstantin (* 1947), österreichischer Schriftsteller und Literaturwissenschaftler
- Kaiser, Kurt (1912–1988), österreichischer Theaterdirektor, Regisseur, Bühnenbildner und Autor
- Kaiser, Kurt (* 1922), deutscher Pianist und Fagottist
- Kaiser, Kurt Frederic (1934–2018), US-amerikanischer Musiker und Komponist
- Kaiser, Kyle (* 1996), US-amerikanischer Automobilrennfahrer

###### Kaiser, L
- Kaiser, Leander (* 1947), österreichischer Maler
- Kaiser, Leonhard († 1527), lutherischer Theologe und Reformator
- Kaiser, Livia (* 2004), Schweizer Eiskunstläuferin
- Kaiser, Lucia (* 1992), deutsche Volleyballspielerin
- Kaiser, Ludwig (1888–1972), deutscher Bürgermeister und Landtagsabgeordneter
- Kaiser, Ludwig (1889–1978), deutscher Jurist und Widerstandskämpfer
- Kaiser, Ludwig Friedrich (1779–1819), deutscher Maler, Kupferstecher und Zeichner
- Kaiser, Lydia (* 1982), deutsche Physikerin und Hochschullehrerin

###### Kaiser, M
- Kaiser, Manfred (1929–2017), deutscher Fußballspieler
- Kaiser, Manfred (* 1960), deutscher Volleyballspieler und -trainer
- Kaiser, Marcus (* 1966), deutscher Fotograf und Medienkünstler
- Kaiser, Mareice (* 1981), deutsche Journalistin, Autorin und KolumnistinMareice Kaiser (* 1981)

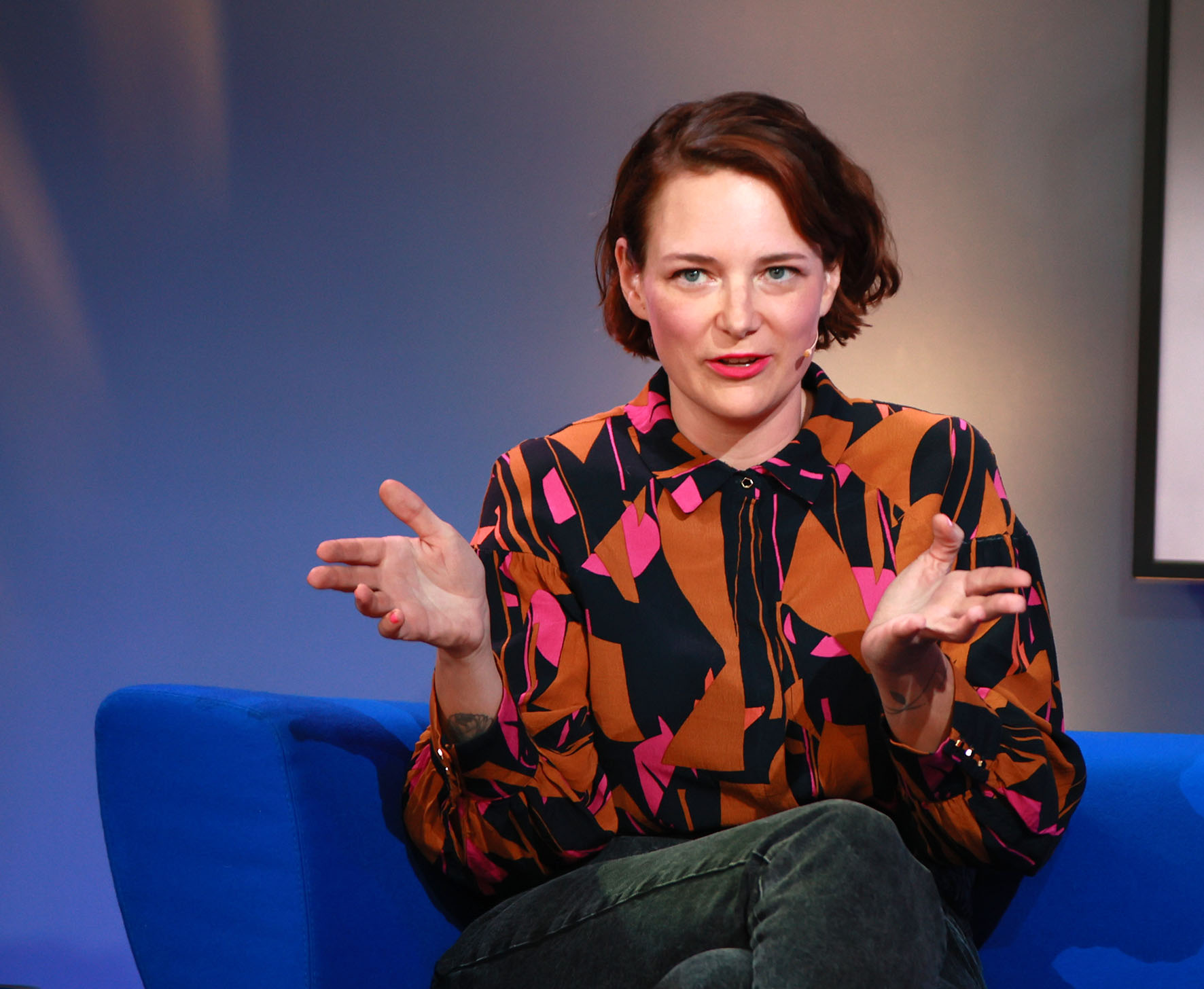
Mareice Kaiser (* 1981)

- Kaiser, Maria Regina (* 1952), deutsche Schriftstellerin
- Kaiser, Marianne, deutsche Opernsängerin (Koloratursopran) und Gesangspädagogin
- Kaiser, Mario (* 1970), deutscher Journalist
- Kaiser, Marius (1877–1969), österreichischer Hygieniker
- Kaiser, Markus (* 1974), österreichischer Architekturfotograf und Fotokünstler
- Kaiser, Markus (* 1978), deutscher Journalist und Kommunikationswissenschaftler
- Kaiser, Martin (* 1965), deutscher Experte für Naturschutz, Klimapolitik, Energiepolitik, Wälder sowie europäische und internationale Beziehungen
- Kaiser, Martina (* 1961), deutsche Galeristin
- Kaiser, Martina (* 1970), österreichische Radiomoderatorin und Popsängerin
- Kaiser, Matthäus (1924–2011), deutscher Geistlicher und römisch-katholischer Theologe und Kirchenrechtler
- Kaiser, Matthias (1921–1944), deutscher römisch-katholischer Leutnant und Märtyrer
- Kaiser, Matthias (* 1950), deutscher Koch und Buchautor
- Kaiser, Matthias (* 1955), deutscher Fußballspieler
- Kaiser, Matthias (* 1956), deutscher Dramaturg, Regisseur, Librettist und Operndirektor
- Kaiser, Matthias (* 1991), Liechtensteiner Autorennfahrer
- Kaiser, Michael (* 1977), deutscher Autor, Regisseur, Dramaturg und Performer
- Kaiser, Michaela (* 1973), österreichische Grasskiläuferin

###### Kaiser, N
- Kaiser, Nicholas (1954–2023), britischer Astronom
- Kaiser, Nicole (* 1994), österreichische Judoka
- Kaiser, Niklaus (1806–1869), Schweizer Förster und Politiker
- Kaiser, Nils (* 2002), deutscher Fußballspieler
- Kaiser, Norbert (* 1944), deutscher Lyriker und Liedtexter, Nationalpreisträger

###### Kaiser, O
- Kaiser, Oldřich (* 1955), tschechischer Schauspieler
- Kaiser, Olga (1897–1947), Schweizer Schriftstellerin und Dramatikerin
- Kaiser, Oskar Johann (1907–2001), deutscher Unternehmer in der schwarzwälder Uhrenindustrie
- Kaiser, Oswald (1600–1686), Schweizer Jesuitenpater, Kunstschreiner und Baumeister
- Kaiser, Otto (1824–1915), deutscher Forstmann
- Kaiser, Otto (1879–1948), deutscher Unternehmer
- Kaiser, Otto (1880–1925), deutscher Rabbiner und jüdischer Religionslehrer
- Kaiser, Otto (1901–1977), österreichischer Eiskunstläufer
- Kaiser, Otto (1913–1996), deutscher SS-Oberscharführer und Blockführer im KZ Sachsenhausen
- Kaiser, Otto (1924–2017), deutscher protestantischer Theologe und Alttestamentler

###### Kaiser, P
- Kaiser, Patricia (* 1984), österreichische Leichtathletin, Miss Austria 2000Patricia Kaiser (* 1984)

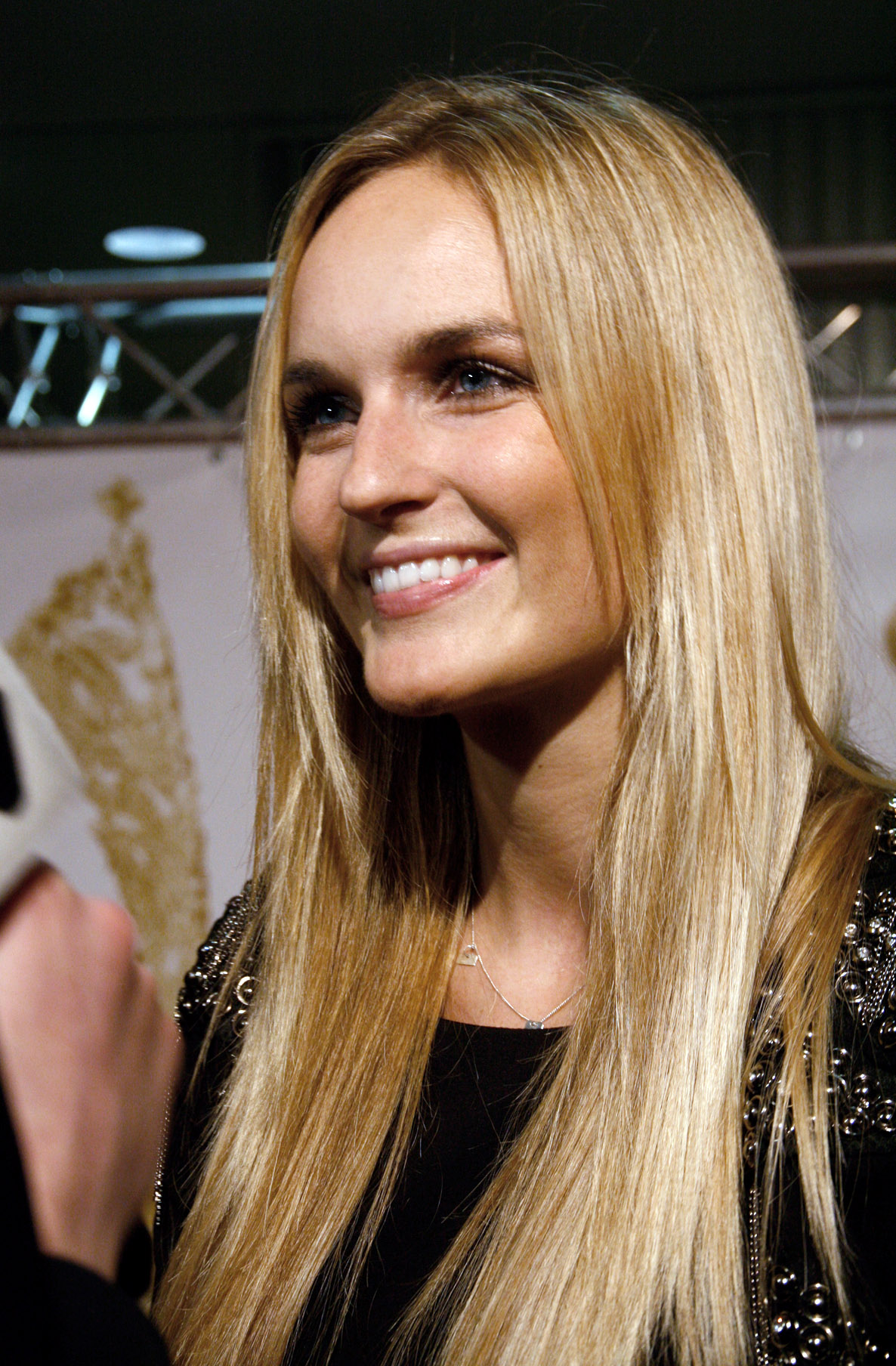
Patricia Kaiser (* 1984)

- Kaiser, Paul (1852–1917), deutscher evangelisch-lutherischer Pfarrer, Schriftsteller und Lieddichter
- Kaiser, Paul (1915–2005), deutscher Museumsleiter
- Kaiser, Paul (* 1922), deutscher Fußballspieler
- Kaiser, Paul (* 1961), deutscher Kunst- und Kulturwissenschaftler, Kurator und Publizist
- Kaiser, Paul (* 1964), Schweizer Schauspieler
- Kaiser, Peter (1793–1864), liechtensteinischer Historiker und Politiker
- Kaiser, Peter (* 1932), deutscher Humangenetiker und Gynäkologe
- Kaiser, Peter (* 1939), deutscher Maler, Grafiker und Zeichner
- Kaiser, Peter (* 1958), österreichischer Politiker (SPÖ), Landtagsabgeordneter, Landeshauptmann von Kärnten
- Kaiser, Peter (* 1961), deutscher Psychiater, Ethnologe und Religionswissenschaftler
- Kaiser, Peter (* 1966), deutscher Politiker (CDU), MdL
- Kaiser, Peter Leopold (1788–1848), Bischof von Mainz
- Kaiser, Philip Mayer (1913–2007), US-amerikanischer Regierungsbeamter, Hochschullehrer und Diplomat
- Kaiser, Philipp (* 1972), Schweizer Kurator und Kunsthistoriker
- Kaiser, Pia (1912–1968), deutsche Politikerin (CDU), MdB

###### Kaiser, R
- Kaiser, Reinhard (1950–2025), deutscher Schriftsteller und Übersetzer
- Kaiser, Reinhold (* 1943), deutscher Mediävist
- Kaiser, Renato (* 1985), Schweizer Slam-Poet und Kabarettist
- Kaiser, Richard (1935–2019), österreichischer Landwirt und Politiker (ÖVP), Abgeordneter zum Nationalrat, Mitglied des Bundesrates
- Kaiser, Robert (1979–2000), deutscher Radsportler
- Kaiser, Roland (1943–1998), deutscher Schauspieler und Synchronsprecher
- Kaiser, Roland (* 1952), deutscher SchlagersängerRoland Kaiser (* 1952)

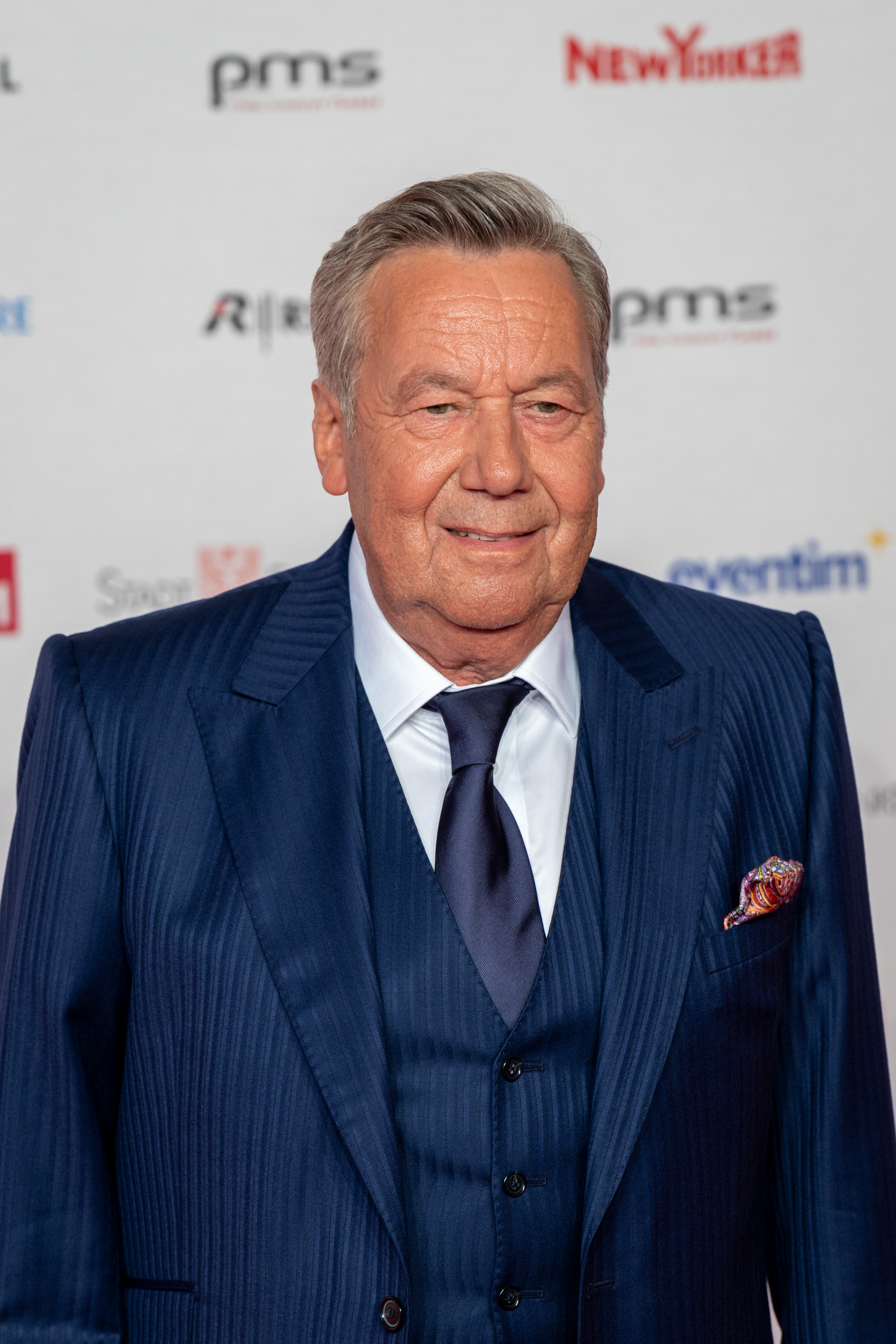
Roland Kaiser (* 1952)

- Kaiser, Rolf (1909–1979), deutscher Anglist und Hochschullehrer
- Kaiser, Rolf (* 1943), deutscher Botschafter
- Kaiser, Rolf (* 1954), deutscher Fußballspieler
- Kaiser, Rolf-Ulrich (* 1943), deutscher Autor und Schallplattenproduzent
- Kaiser, Roman (* 1945), Schweizer Riechstoffchemiker
- Kaiser, Ronny (* 1990), Schweizer Pokerspieler
- Kaiser, Rudolf (1910–1980), deutscher Keramiker
- Kaiser, Rudolf (1922–1991), deutscher Segelflugzeugkonstrukteur
- Kaiser, Rudolf (1923–1986), deutscher Physiker
- Kaiser, Rudolf (* 1927), deutscher Anglist, Hochschullehrer und Autor
- Kaiser, Rudolf E. (1930–2021), deutscher Chemiker analytischer Fachrichtung
- Kaiser, Ruth (1921–2000), deutsche Fotografin
- Kaiser, Ruud (* 1960), niederländischer Fußballspieler und -trainer

###### Kaiser, S
- Kaiser, Sandra (* 1983), österreichische Skispringerin
- Kaiser, Sandro (* 1989), deutscher Fußballspieler
- Kaiser, Sarah (* 1974), deutsche Jazzsängerin
- Kaiser, Sepp (1872–1936), Schweizer Architekt
- Kaiser, Siegfried (1926–2019), deutscher Fußballspieler
- Kaiser, Siegfried (* 1929), deutscher Werkzeugmacher und Mitglied der Volkskammer der DDR
- Kaiser, Simon (1828–1898), Schweizer Politiker
- Kaiser, Simon (* 1999), deutscher BiathletSimon Kaiser (* 1999)

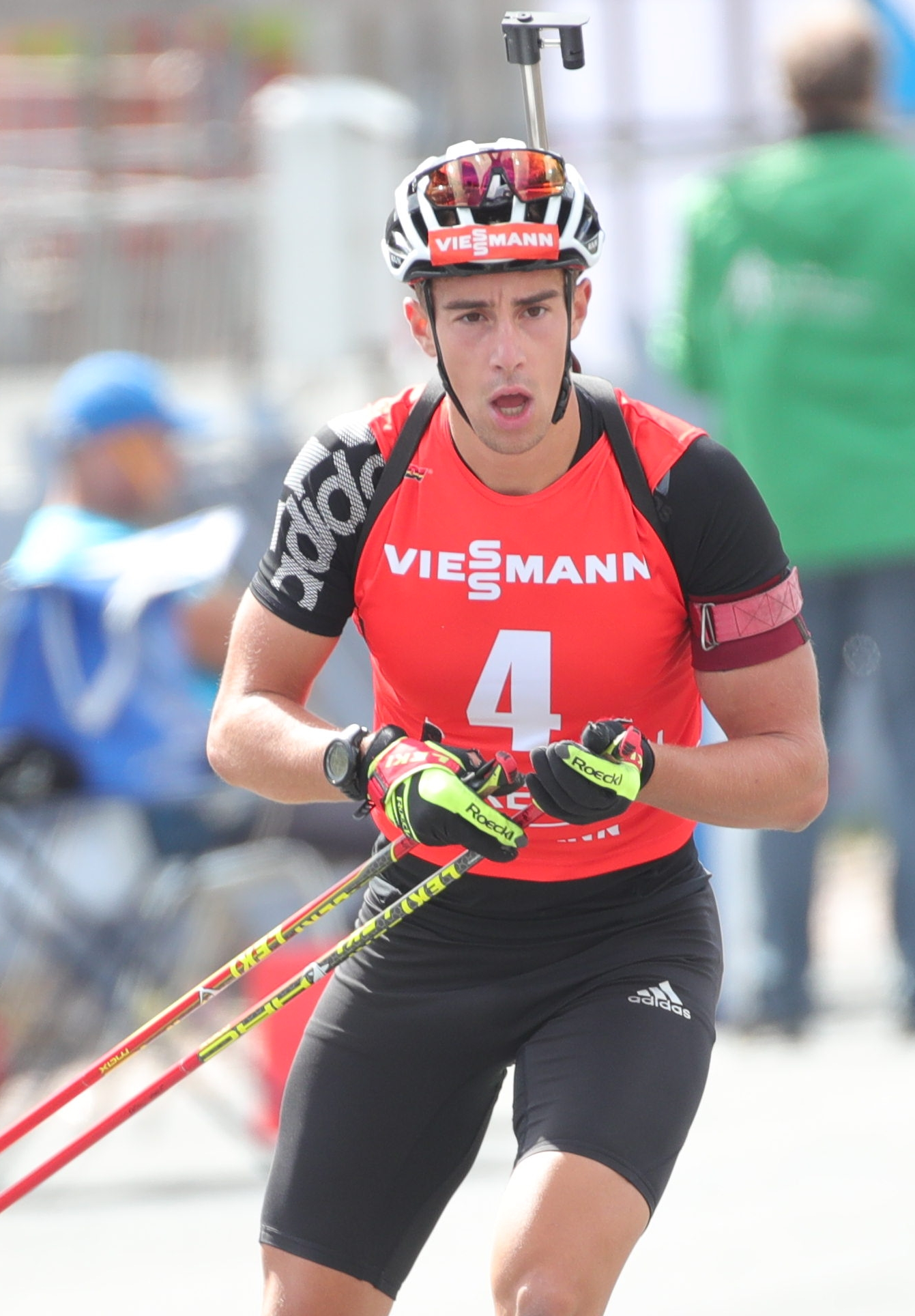
Simon Kaiser (* 1999)

- Kaiser, Stefan (* 1952), deutscher Bildender Künstler, Zeichner, Bildhauer, Kupferstecher und Kunsterzieher
- Kaiser, Stefan (* 1956), deutscher Bildhauer
- Kaiser, Stefan (* 1983), österreichischer Skispringer
- Kaiser, Stefanie (* 1992), österreichische Handballspielerin
- Kaiser, Steffen (* 1966), deutscher Theater- und Opern-Regisseur
- Kaiser, Stephan (* 1971), deutscher Wirtschaftswissenschaftler
- Kaiser, Stephanie (* 1982), deutsche IT-Managerin und IT-Unternehmerin
- Kaiser, Susanne (1932–2007), deutsche Übersetzerin und Autorin
- Kaiser, Susanne (* 1980), deutsche Journalistin, Autorin und politische Beraterin
- Kaiser, Sven (* 1971), deutscher Politiker (CDU)
- Kaiser, Sven (* 1973), deutscher Fußballspieler

###### Kaiser, T
- Kaiser, Thomas (* 1961), deutscher Naturfotograf
- Kaiser, Thomas O. H. (* 1963), deutscher evangelischer Theologe, Pfarrer der Evangelischen Landeskirche in Baden und Autor
- Kaiser, Thomas R. (1924–1998), australischer Physiker
- Kaiser, Tina (* 1977), deutsche Fernseh- und Radiomoderatorin sowie Model
- Kaiser, Tina (* 1978), deutsche Journalistin und Reporterin
- Kaiser, Tobias (* 1971), deutscher Historiker
- Kaiser, Tobias (* 1979), deutscher Musiker

###### Kaiser, U
- Kaiser, Ulrich (1934–2015), deutscher Sportjournalist und Sachbuchautor
- Kaiser, Ulrich (* 1963), deutscher Musiktheoretiker
- Kaiser, Ulrich (* 1973), deutscher Chorleiter, Dirigent und Kirchenmusiker
- Kaiser, Ulrike (* 1952), deutsche Journalistin und Gewerkschafterin
- Kaiser, Ulrike (* 1978), liechtensteinische Judoka
- Kaiser, Ursula Ulrike (* 1971), deutsche evangelische Theologin
- Kaiser, Ute (* 1953), deutsche Physikerin
- Kaiser, Uwe (* 1962), deutscher Fußballspieler

###### Kaiser, V
- Kaiser, Vanessa (* 1977), chilenische Politologin, Kolumnistin und Politikerin
- Kaiser, Vea (* 1988), österreichische SchriftstellerinVea Kaiser (* 1988)

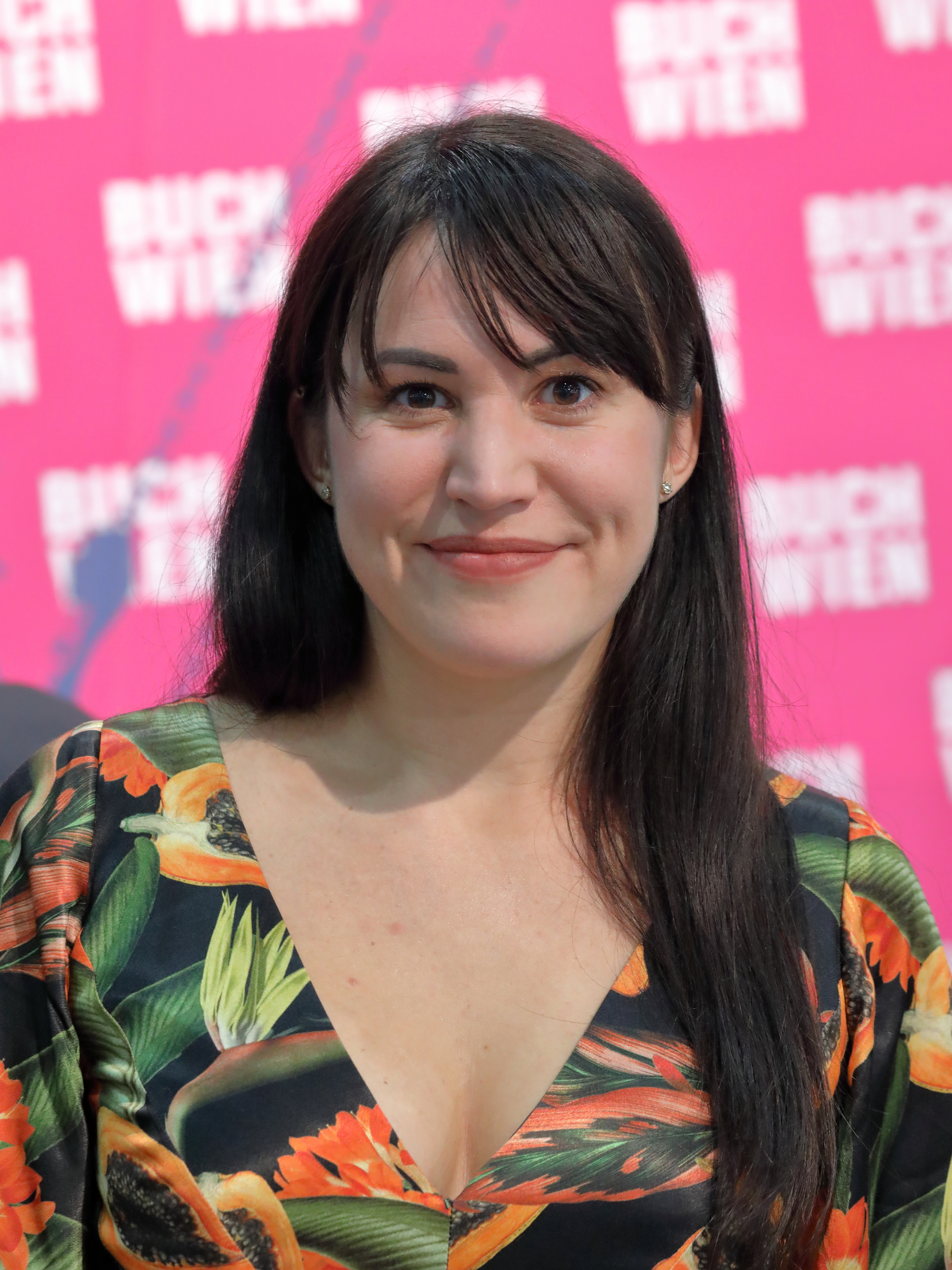
Vea Kaiser (* 1988)

- Kaiser, Verena (* 1992), deutsche Boxerin

###### Kaiser, W
- Kaiser, Walter (1884–1967), deutscher evangelischer Pfarrer, Mitglied der Bekennenden Kirche (BK) und Häftling im KZ Dachau
- Kaiser, Walter (1907–1982), deutsch-französischer Fußballspieler
- Kaiser, Walther (* 1973), liechtensteinischer Judoka
- Kaiser, Werner (1868–1926), Schweizer Jurist und Politiker
- Kaiser, Werner (1926–2013), deutscher Ägyptologe
- Kaiser, Werner (* 1933), deutscher Politiker (NDPD), MdV
- Kaiser, Werner (* 1943), deutscher Fußballspieler
- Kaiser, Werner (* 1944), deutscher Botaniker, Pflanzenphysiologe, Hochschullehrer und Autor
- Kaiser, Werner (* 1949), deutscher Fußballspieler
- Kaiser, Wilhelm (1869–1945), deutscher Offizier und Generalstabschef in der bayerischen Armee
- Kaiser, Wilhelm (1877–1961), preußischer Politiker
- Kaiser, Wilhelmine (1899–1988), deutsche Politikerin (KPD), MdL
- Kaiser, Willi (1932–2017), deutscher Politiker (SPD), MdL
- Kaiser, Willy (1912–1986), deutscher Boxer
- Kaiser, Wolf (1916–1992), deutscher Theater- und FilmschauspielerWolf Kaiser (1916–1992)

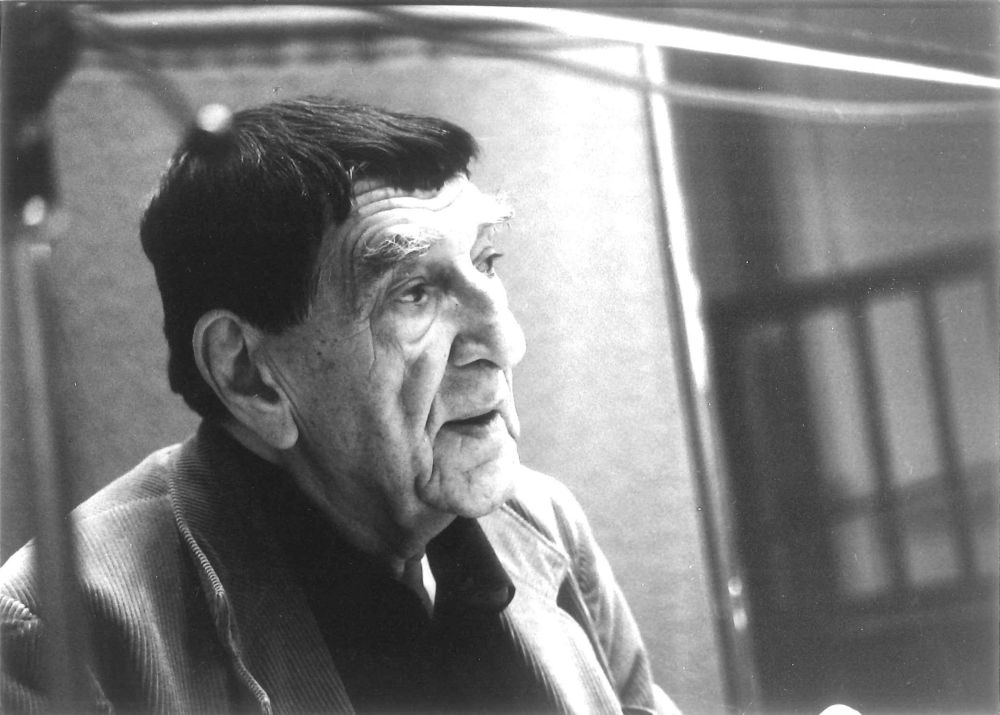
Wolf Kaiser (1916–1992)

- Kaiser, Wolfgang (1923–2005), deutscher Nachrichtentechniker und Informatiker
- Kaiser, Wolfgang (1924–1952), deutsches Mitglied der Kampfgruppe gegen Unmenschlichkeit, in der DDR hingerichtet
- Kaiser, Wolfgang (1925–2023), deutscher Physiker
- Kaiser, Wolfgang (1929–2020), deutscher klassischer Pianist
- Kaiser, Wolfgang (* 1936), Schweizer Polymerwissenschaftler
- Kaiser, Wolfgang (* 1949), deutscher Kommunalpolitiker und Landesschatzmeister der Grünen in Baden-Württemberg
- Kaiser, Wolfgang (* 1951), deutscher Historiker
- Kaiser, Wolfgang (* 1963), deutscher Rechtswissenschaftler und Hochschullehrer
- Kaiser, Wolfram (* 1966), deutscher Europahistoriker und Hochschullehrer
- Kaiser, Wollie (* 1950), deutscher Holzbläser (Piccolo-, Alt- und Bassflöte, Sopran-, Tenor- und Basssaxophon, Bassklarinette, Kontrabassklarinette) des Modern Creative Jazz und Bandleader

###### Kaiser, Y
- Kaiser, Yves (* 1998), Schweizer Fussballspieler

###### Kaiser-B
- Kaiser-Blüth, Karl (1868–1944), jüdischer Kaufmann und Opfer des Holocaust
- Kaiser-Breme, Clemens (1908–1997), deutscher Opernsänger (Bariton) und Gesangspädagoge
- Kaiser-Brown, Natasha (* 1967), US-amerikanische Leichtathletin

###### Kaiser-H
- Kaiser-Herbst, Carl (1858–1940), österreichischer Landschaftsmaler
- Kaiser-Heyl, Willi (1876–1953), deutscher Schauspieler

###### Kaiser-J
- Kaiser-Jovy, Sebastian, deutscher Sportökonom und Hochschullehrer

###### Kaiser-L
- Kaiser-Lahme, Angela (* 1960), deutsche Historikerin
- Kaiser-Lindemann, Wilhelm (1940–2010), deutscher Komponist

###### Kaiser-M
- Kaiser-Mühlecker, Reinhard (* 1982), österreichischer SchriftstellerReinhard Kaiser-Mühlecker (* 1982)

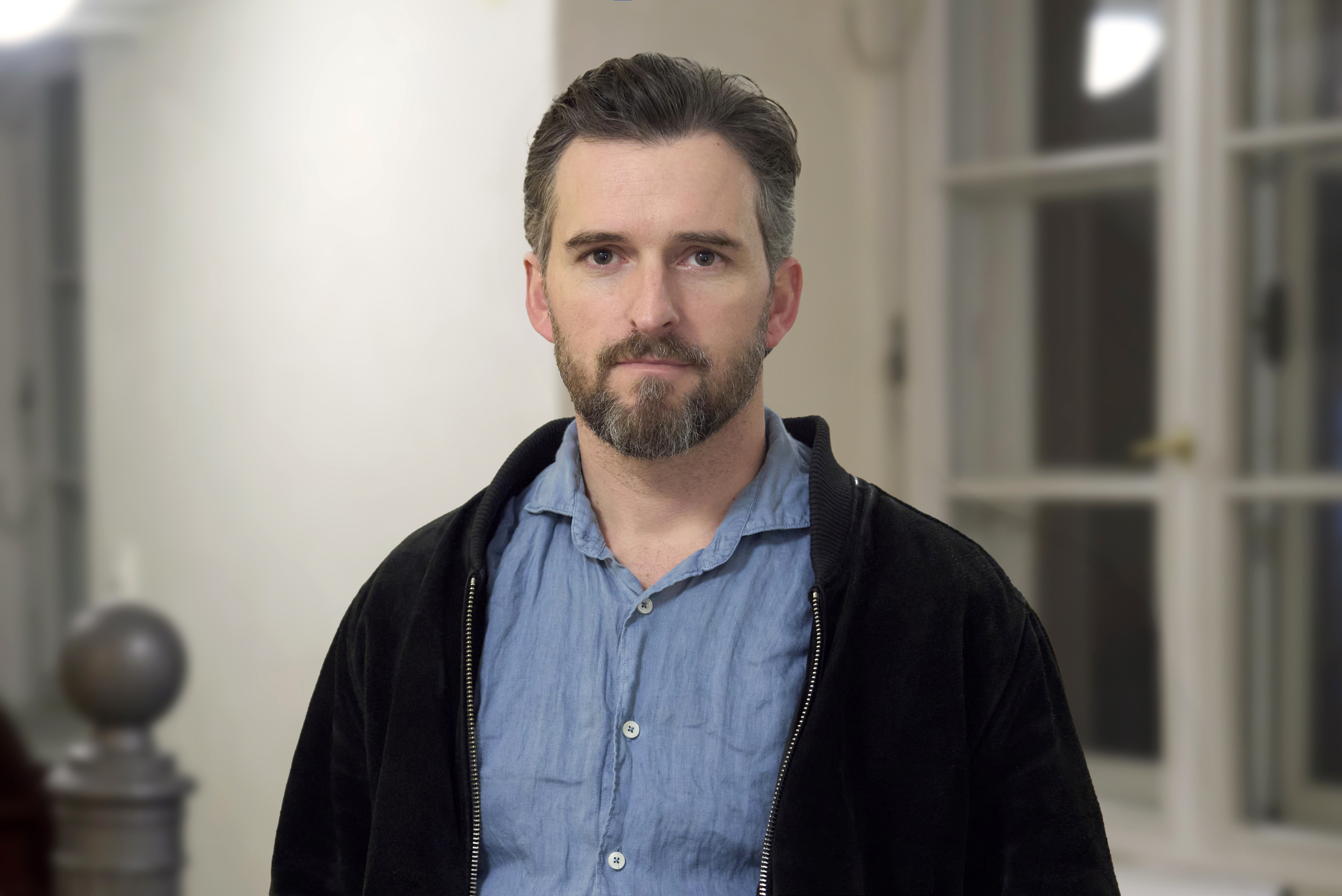
Reinhard Kaiser-Mühlecker (* 1982)

###### Kaiser-N
- Kaiser-Nebgen, Elfriede (1890–1983), deutsche Sozialwissenschaftlerin und christliche Gewerkschaftsführerin

###### Kaiser-T
- Kaiser-Titz, Erich (1875–1928), deutscher Schauspieler
- Kaiser-Trujillo, Anelis, deutsche Psychologin und Hochschullehrerin

###### Kaiserf
- Kaiserfeld, Ingrid (* 1961), österreichische Opernsängerin (Sopran)
- Kaiserfeld, Moriz Blagatinschegg von (1811–1885), österreichischer Politiker der Habsburgermonarchie

###### Kaiserl
- Kaiserling, Carl (1869–1942), deutscher Pathologe
- Kaiserling, Helmut (1906–1989), deutscher Pathologe

###### Kaiserm
- Kaisermann, Paul (* 1878), französischer Schwimmer

###### Kaisero
- Kaiserová, Kristina (* 1956), tschechische Historikerin

###### Kaisers
- Kaiserstein, Johann Franz von (1621–1690), kaiserlicher Feldzeugmeister und Militärkommandant

#### Kaish
- Kaisheng, Yang, chinesischer Bankier

#### Kaisi
- Kaising, John Joseph (1936–2007), Weihbischof im Militärordinariat des Erzbistums für das US-amerikanische Militär

#### Kaiss
- Kaißer, Bernhard (1834–1918), deutscher Autor und Lehrer
- Kaisserlian, Giorgio († 1969), italienisch-armenischer Kunstkritiker
- Kaissis, Athanassios (* 1947), griechischer Jurist und Hochschullehrer
- Kaissis, Kai-Sotirios (* 1996), deutsch-griechischer Fußballspieler
- Kaissling, Karl-Ernst (* 1933), deutscher Zoologe und Neurobiologe

#### Kaist
- Kaisti, Anton (* 1992), finnischer Badmintonspieler

### Kait
- Käit, Mattias (* 1998), estnischer Fußballspieler
- Kait, Rudolf (1900–1947), österreichischer Politiker (ÖVP), Mitglied des Bundesrates
- Kait-Bay (1416–1496), Sultan der Mamluken in Ägypten (1468–1496)
- Kaita, Sani (* 1986), nigerianischer Fußballspieler
- Kaitainen, Jouni (* 1980), finnischer Nordischer Kombinierer
- Kaitan, Elizabeth (* 1960), US-amerikanische Schauspielerin und Model
- Kaitan, Gustav (* 1871), österreichischer Opernsänger, Theaterschauspieler (Bariton, später Tenor), Gesangspädagoge, Theaterregisseur sowie Orchesterleiter
- Kaite, Mubanga (* 1964), sambischer Badmintonspieler
- Kaithathara, Joseph (* 1939), indischer Geistlicher, emeritierter römisch-katholischer Bischof von Gwalior
- Kaitkajorn Phohirun (* 1996), thailändischer Fußballspieler
- Kaitlyn (* 1986), US-amerikanische Wrestlerin, Model und Bodybuilderin

### Kaiu
- Kaʻiulani (1875–1899), letzte Kronprinzessin des Königreichs HawaiʻiKaʻiulani (1875–1899)

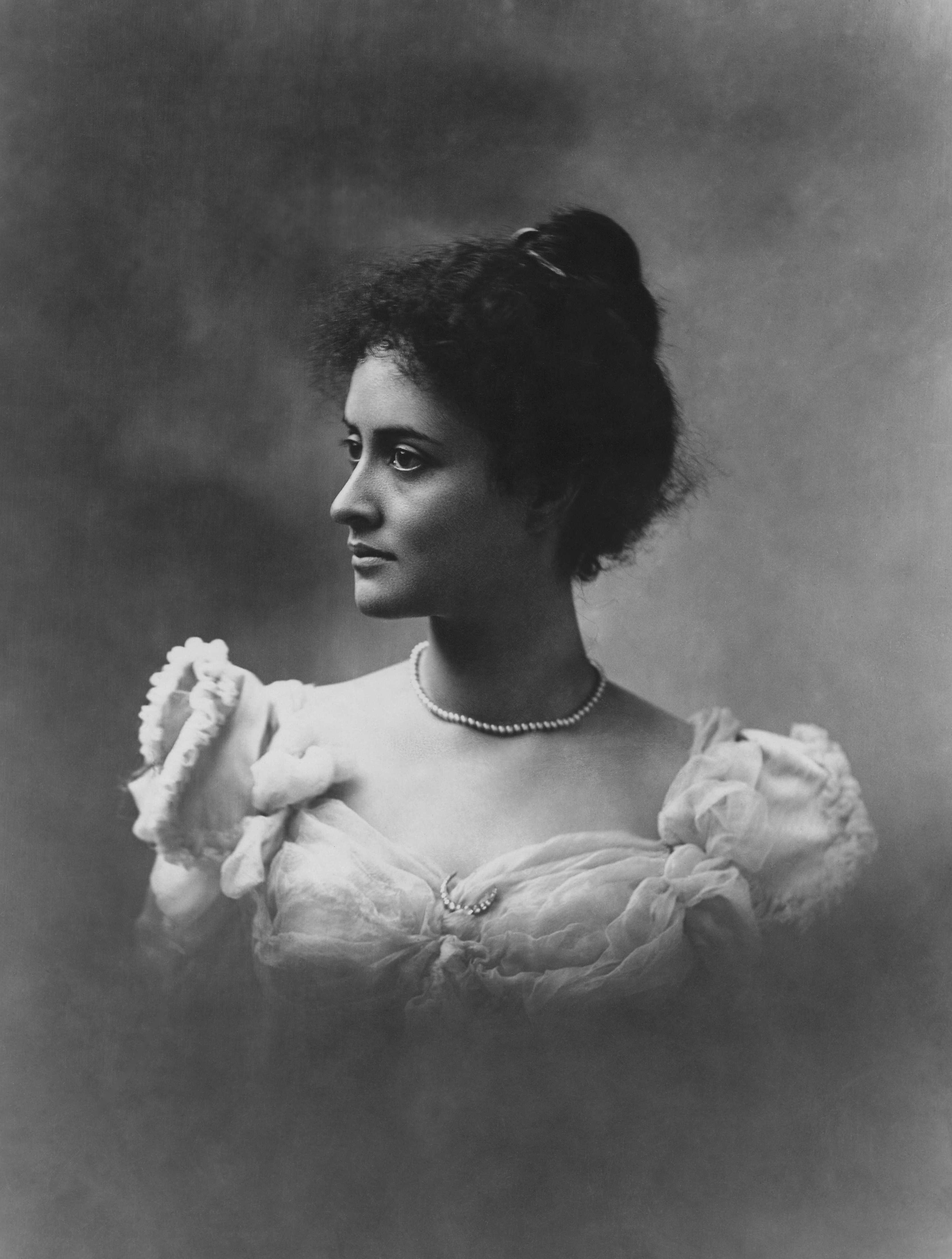
Kaʻiulani (1875–1899)

### Kaiv
- Kaivoja, Karolin (* 1992), estnische Fußballschiedsrichterassistentin

### Kaiy
- Kaiyamo, Elia (* 1951), namibischer Politiker der SWAPO und Diplomat

### Kaiz
- Kaizar, Peter (* 1952), österreichischer Komponist
- Kaize, Engel Berta (* 1974), indonesische Beachvolleyballspielerin
- Kaizer, Edgar (* 2004), deutscher Fußballspieler
- Kaizl, Josef (1854–1901), tschechischer Politiker und Nationalökonom
- Kaizman, Boaz (* 1962), israelischer Künstler
- Kaizuka, Shigeki (1904–1987), japanischer Sinologe